# Silnice II/286
Silnice II/286 spojuje město Jičín s městy Lomnice nad Popelkou a Jilemnice, končí až na úbočí západních Krkonoš na Horních Mísečkách, resp. v horském sedle pod Zlatým návrším.
Zatímco v okrese Jičín jde o vcelku nenáročnou komunikaci s minimálním převýšením a spoustou přehledných přímých úseků, na území okresu Semily jde o silnici s množstvím standardních i nečekaných zvratů směrových, výškových i dějových. Nejnižší místo silnice (cca 290 m n. m.) se nalézá na obchvatu Jičína, nejvyšší běžně dostupné místo (cca 990 m n. m.) na Horních Mísečkách a vůbec nejvyšší místo (1410 m n. m.) až na hřebenech Krkonoš. Celková stavební délka je cca 55,3 km, vzhledem k omezení vjezdu vozidel na území KRNAPu je však horská část silnice v délce cca 4,8 km pro běžné motoristy nepřístupná. Volnou trasu cca 50 km z Jičína na Mísečky lze při dodržování dopravních předpisů projet autem za 53 minut — poslední (horskou) část ke Zlatému návrší je pak nutno absolvovat pěšky, na kole nebo autobusem. Koncový úsek z Horních Míseček na Zlaté návrší byl v září 2019 vyřazen ze silniční sítě. 

## Vedení silnice

### Okres Jičín

#### Obchvat Jičína a Valdic
Silnice II/286 začíná kruhovým objezdem na sjezdu ze silnice I/16 v Robousích na východním předměstí Jičína, v nadmořské výšce zhruba 290 m n. m. Vede od ní severním směrem, protíná druhou okružní křižovatku, která byla vybudována u vjezdu do obce Robousy spolu s podchodem pro pěší a cyklisty. a vede dál v mírném stoupání téměř přímým úsekem východně od jičínského Libosadu a po mostě překonává silnici III/2861. Dlouhým levotočivým obloukem pak silnice obchází valdickou věznici a za Valdicemi končí kruhovým objezdem, kterým se obchvat napojuje na původní trasu II/286.
Tento obchvat vznikl v rámci přípravy nové čtyřproudé trasy silnice I/35 coby severovýchodního obchvatu Jičína, Valdic i Železnice – její technické provedení však bylo zdrojem občanského odporu a petiční akce proti projektu. V roce 2018 bylo rozhodnuto, že stavba začne 8. října téhož roku, ovšem ve zkrácené verzi (bez obchvatu Železnice). Křižovatka před Robousy byla tehdy kvůli výstavbě kruhového objezdu od 1. července do 31. srpna 2020 uzavřena. Na nové komunikaci vznikly například dvě protihlukové stěny, zkušební provoz obchvatu byl podle plánu zahájen 25. května 2021.

#### Bývalá trasa intravilánem

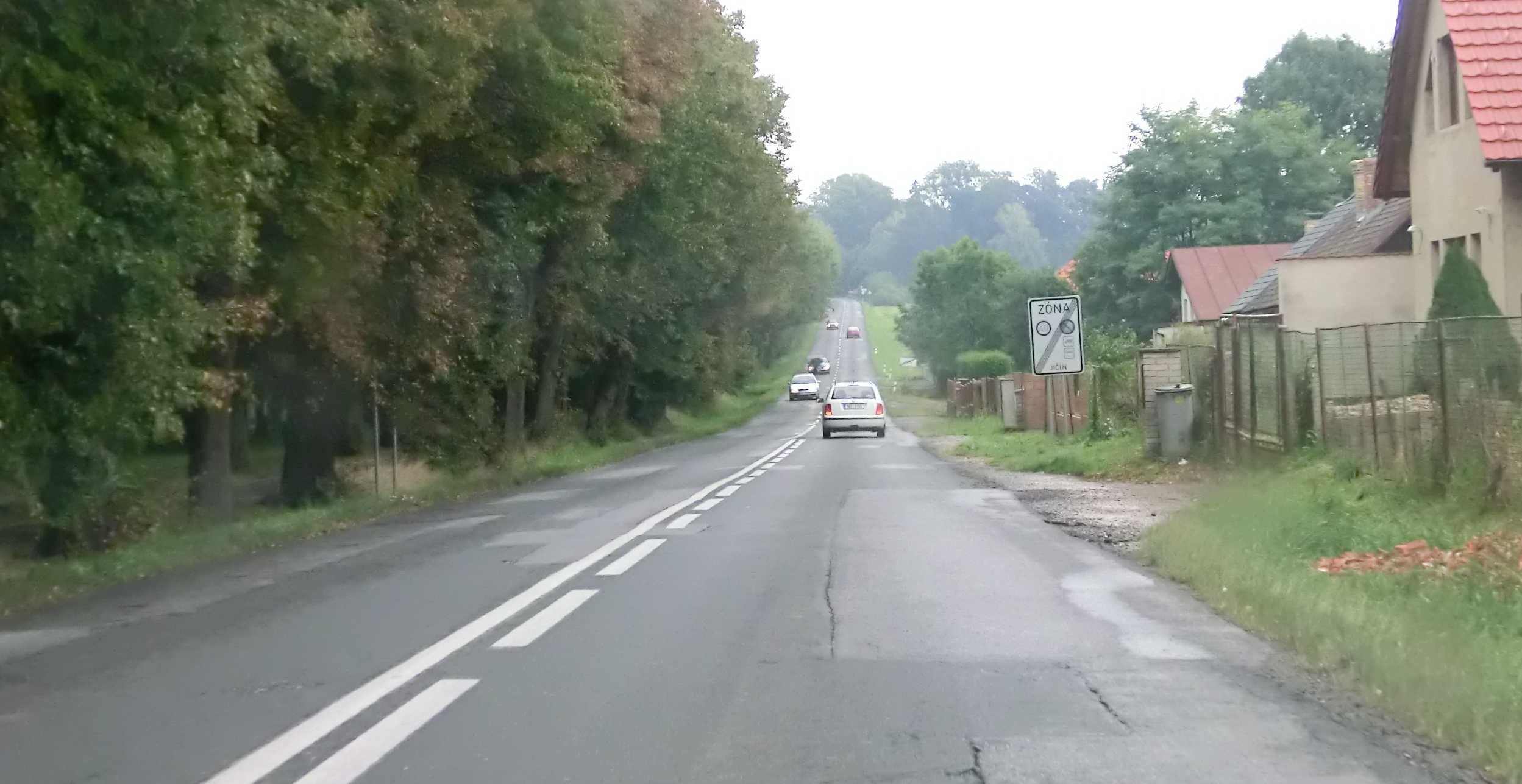
Valdštejnská alej podél Revoluční ulice

Silnice II/286 začínala týmž kruhovým objezdem v Robousích jako obchvat, nicméně odsud pokračovala západním směrem po bývalé výpadovce coby Hradecká třída, skrz průmyslovou a obchodní zónu Valdické předměstí, a za kruhovým objezdem pod rybníkem Šibeňák vstupovala na Husovu třídu. V tomto tehdy vůbec nejnižším místě (cca 260 m n. m.) překonávala přejezd přes železniční trať č. 041 Hradec Králové - Turnov. Následoval cca 300 m dlouhý úsek stoupání přímým směrem na další kruhový objezd, ze kterého II/286 odbočila vpravo po Vrchlického ulici do obytné čtvrti (Husova třída odsud přímo vstupuje do historického centra města a skutečně tudy dříve vedla i výše zmíněná silnice I/16, ale ta již od přelomu 70. a 80. let vede ve zcela nové stopě po jižním obchvatu města a z Husovy třídy je tranzitní doprava vytěsněna). Tato trasa silnice II/286 byla finalizována až rozhodnutím královéhradeckého krajského zastupitelstva v prosinci 2002. Po zhruba 200 m jízdy silnice II/286 na následující křižovatce zahnula vlevo do Ulice Svatopluka Čecha a po následujících 400 m dospěla k malému pětiramennému kruhovému objezdu u Oblastní nemocnice Jičín, který opouštěla hned prvním výjezdem.

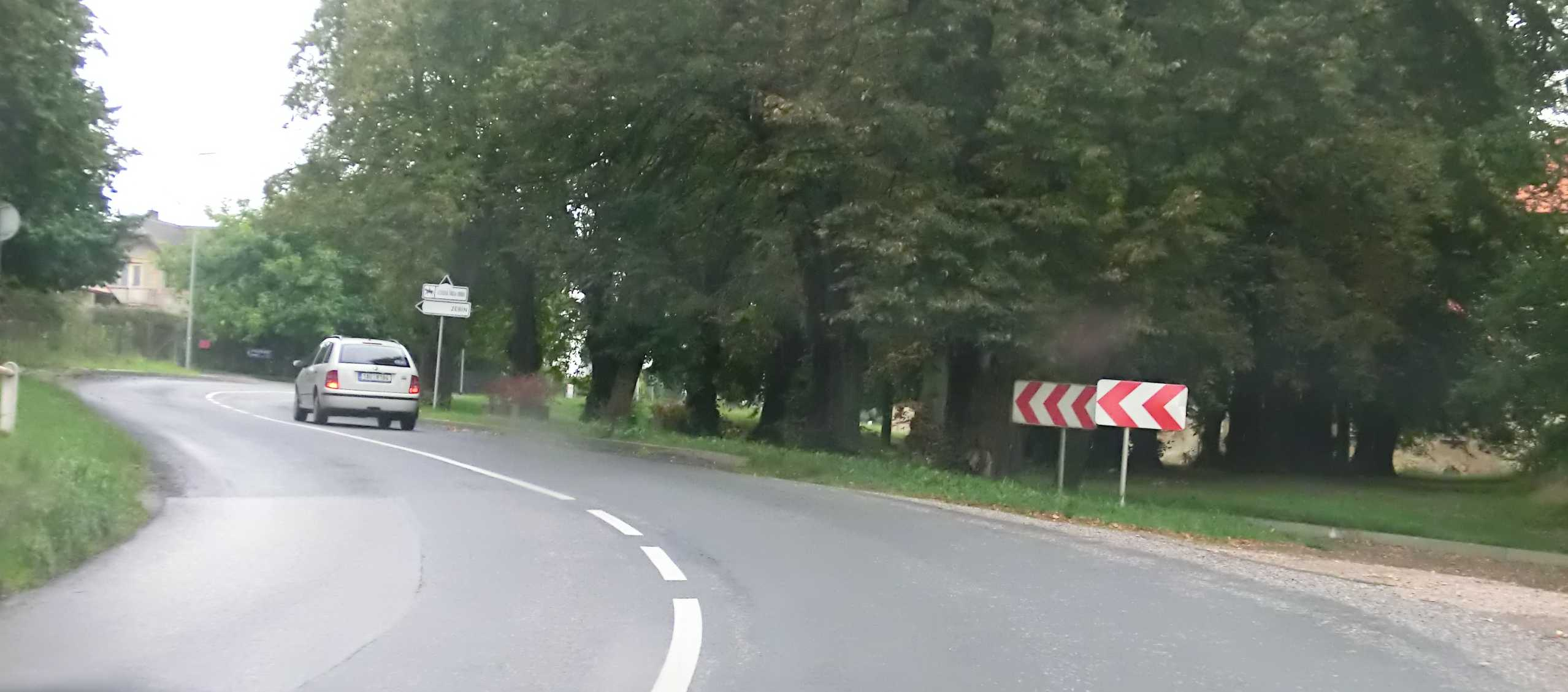
Křížení Valdštejnské aleje na začátku Sedliček

Z Jičína pak silnice vedla přímým severojižním směrem coby Revoluční ulice, kde se po pravé straně nachází mj. městské aquacentrum nebo hotel reSTART, na levé straně pak čtyřřadá lipová Valdštejnova alej z roku 1631. Ulice i alej pokračují rovnoběžně vedle sebe následujících zhruba 1800 m, přičemž skrz alej také vede místní cyklostezka (oprava jejího 1738 m dlouhého a 2 m širokého úseku v roce 2009 vyšla na více než 6 milionů Kč z kapes daňových poplatníků) a cyklisté tak nemusí riskovat život jízdou po silnici. Směrem od Valdic je na začátku silnice umístěna značka Zákaz vjezdu jízdních kol, která cyklistům vjezd přímo zakazuje. V jičínské místní části Sedličky alej po cca 1800 m končí u objektu Valdštejnské lodžie (neboli Libosadu). Silnice II/286 zde alej poměrně necitlivě křižovala těsně před kamenným obezděním arboreta a vedla pak těsně po jeho severozápadním okraji, čímž vstupovala do centra obce.

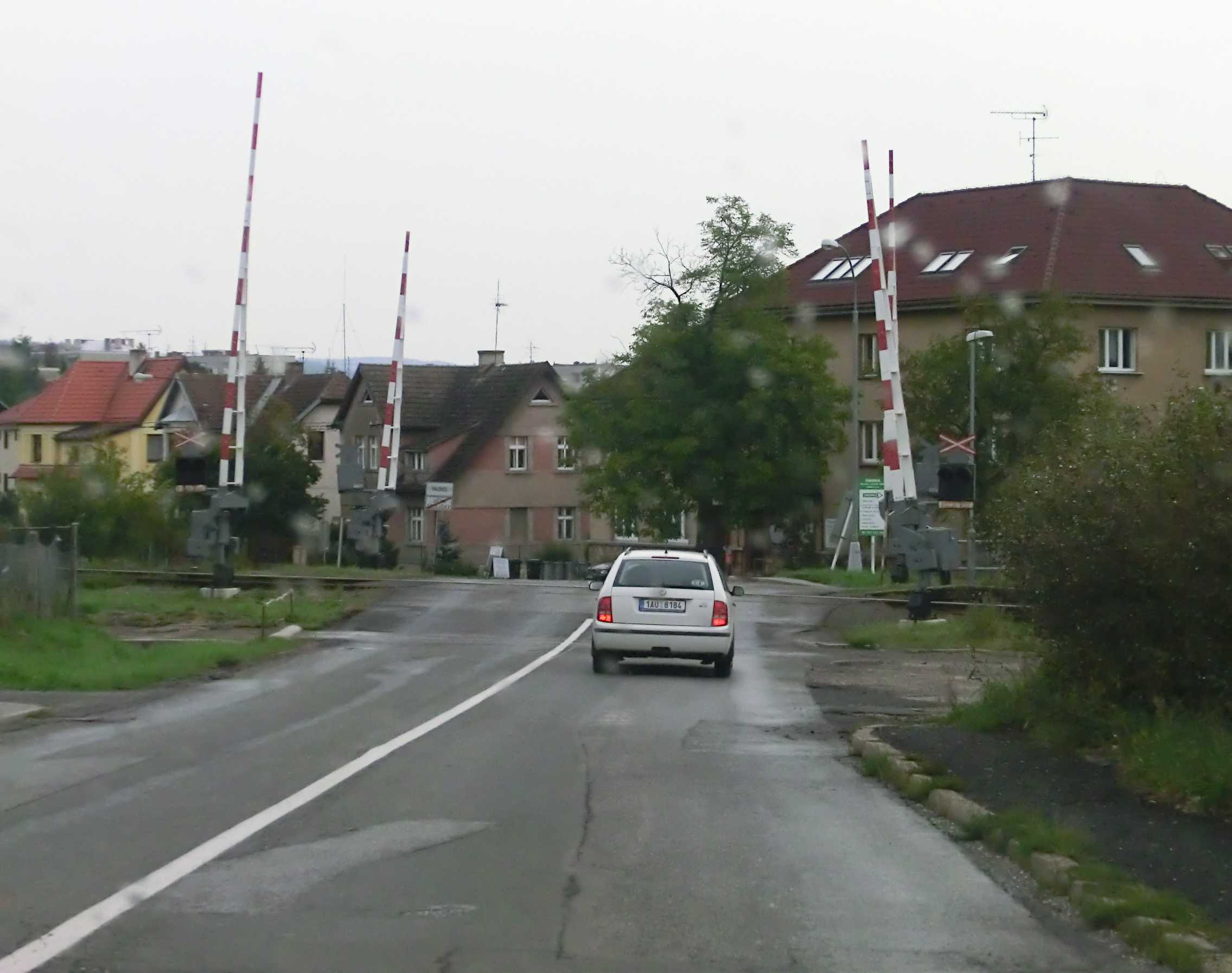
Železniční přejezd na konci Sedliček

Po zhruba 300 m končí arboretum a ulice klesá mírným pravotočivým obloukem k druhému přejezdu přes železniční trať č. 041, tento úsek silnice se v roce 2009 dočkal i výstavby chodníku. Železniční přejezd se závorami býval dvojkolejný, při rekonstrukci na přelomu dubna a května 2009 byla zdejší výhybna zrušena a silnice II/286 po čtyři dny zcela neprůjezdná. Přilehlá nevábná plocha z betonových panelů, dříve používaná např. pro skládku dřeva, je už mnoho let plánována jako parkoviště pro návštěvníky kulturních akcí v Libosadu, ale ani v roce 2021 není její stav nijak vylepšen.
Na Sedličky přímo navazuje obec Valdice, kudy silnice II/286 vedla coby Jičínská ulice. Hned za železničním přejezdem odbočuje vpravo silnice III/2861 do Studeňan, krátce před výjezdem z Valdic je pak na pravé straně odbočka do věznice Valdice neboli tzv. Kartouzy. Zhruba sto metrů za posledními valdickými domy se nachází okružní křižovatka, na kterou zprava přichází obchvatová trasa silnice II/286.
Následuje delší rovný úsek až k osadě Těšín.

#### Železnice

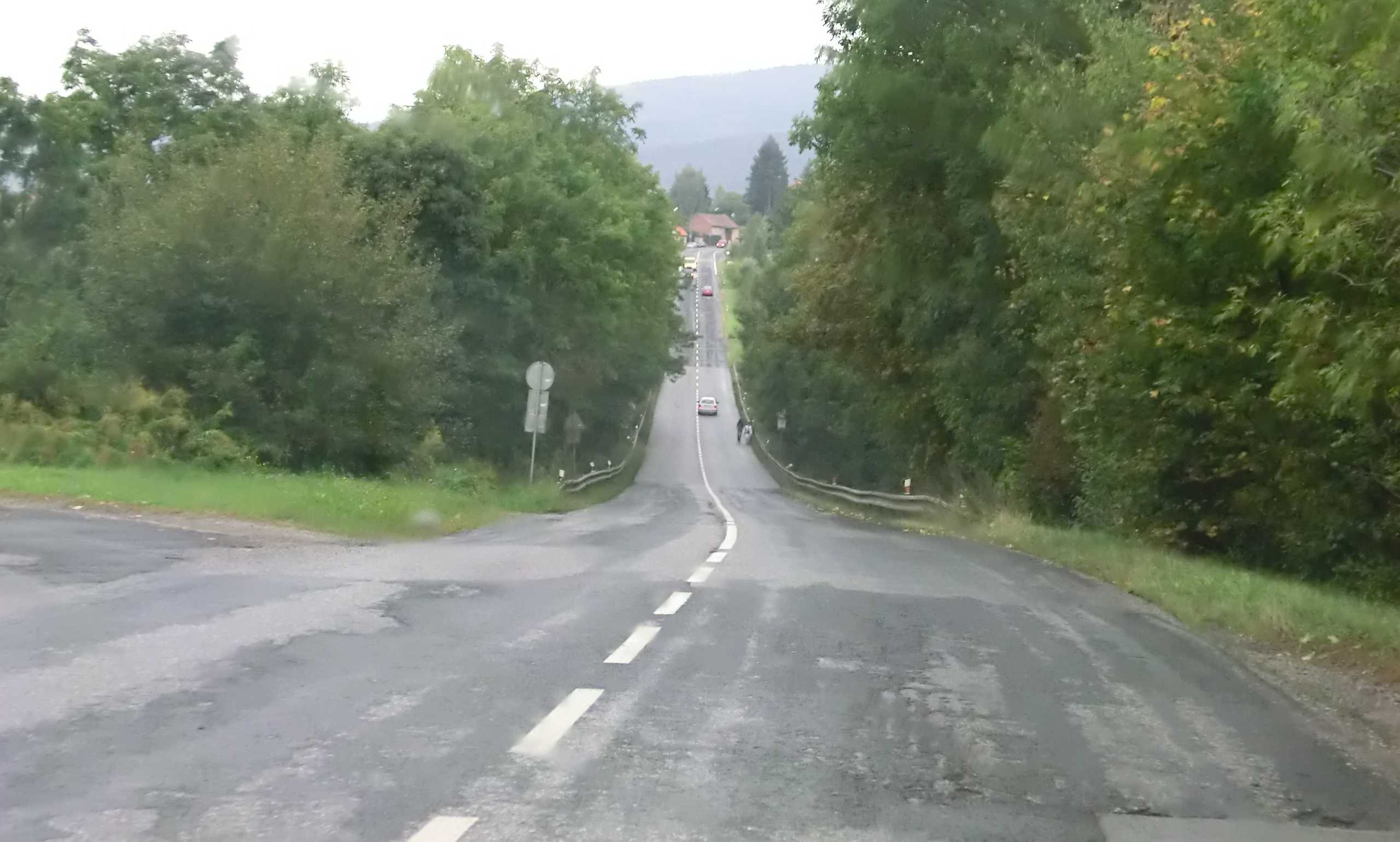
Rovný úsek nové silnice k Železnici - původní stopa odbočuje vlevo

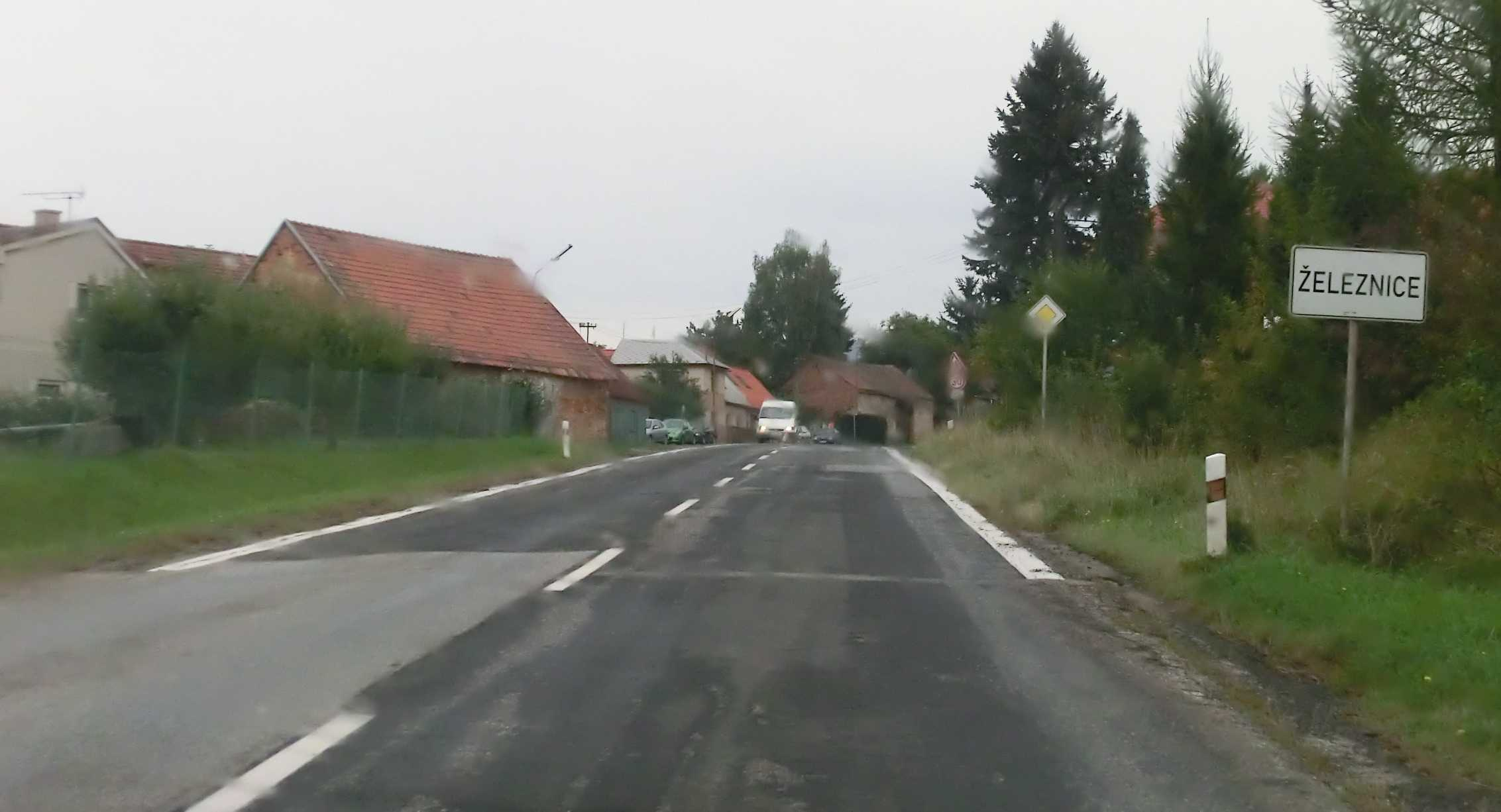
Začátek obce - před zatáčkou s odbočkou a horizontem je zjevné omezení rychlosti

Osada Těšín je součástí bývalého lázeňského městečka Železnice. Těsně před osadou odbočuje vpravo silnice III/2864 na Dřevěnice, za Těšínem silnice II/286 prudce klesá v mírném levotočivém oblouku. Zatáčka kdysi bývala delší, opásávala svah kopce Železný (369 m n. m.) v úhlu téměř 180° a coby Husova ulice vstupovala do městečka Železnice, ale kolem roku 1953 byla přestavěna na mírný oblouk a narovnána — z původní stopy se tak stala silnice třetí třídy, která dnes coby silnice III/2867 míří k obci Podůlší a napojuje se na nedalekou silnici I/35.
Protože nový úsek silnice přechází přes říčku Ploužnici, musel být uprostřed údolí postaven větší propustek a patrně vlivem malého zhutnění náspu[zdroj?] se zde časem v celé šíři vozovky vytvořil příčný hrb, který byl typickým znakem této silnice po celá 80. a 90. léta XX. století — byl odstraněn[zdroj?] až při generální opravě tohoto úseku po roce 2000.

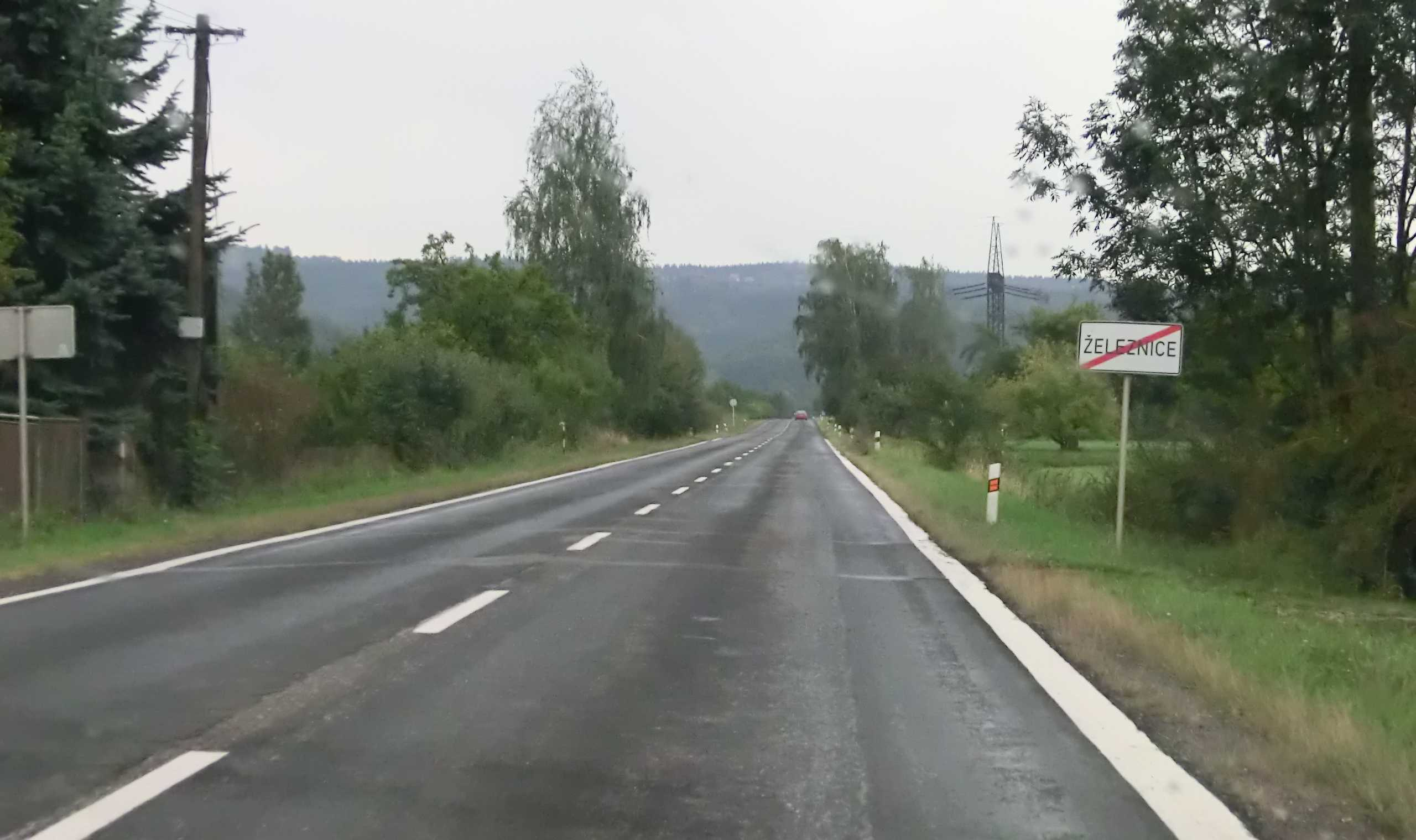
Výjezd ze Železnice - zároveň s okresem Jičín zde končí i rovinatá část silnice

Nová stopa II/286 se tedy vyhýbá spletité trase přes historické centrum a vstupuje do města ve stoupání ulice U Školy. Na pravé straně se nachází nejprve odbočka na městské koupaliště — to je již cca 20 let mimo provoz a přilehlý motel Achát byl stržen v létě 2011 , poté silnice mine školní areál (kvůli němuž je zde snížena rychlost až na 30 km/h), budovu městského kina a před vrcholem stoupání je možno odbočit vlevo do Havlíčkovy ulice, kudy dříve silnice II/286 přicházela starou stopou z náměstí (v současnosti zde vede III/2869 do Doubravic). Následuje mírný pravotočivý oblouk okolo dnes již jen chátrajících lázní a od vrcholu stoupání pokračuje silnice II/286 ulicí Tyršovou.
Krátce poté silnice II/286 vychází z města dlouhým rovným úsekem v nadmořské výšce cca 330 m a následně opouští i území okresu Jičín. Úsek od kruhového objezdu na začátku Valdštejnské aleje až po hranici okresu prošel větší opravou v letech 2016–2017.

### Okres Semily

#### Bradlecká Lhota

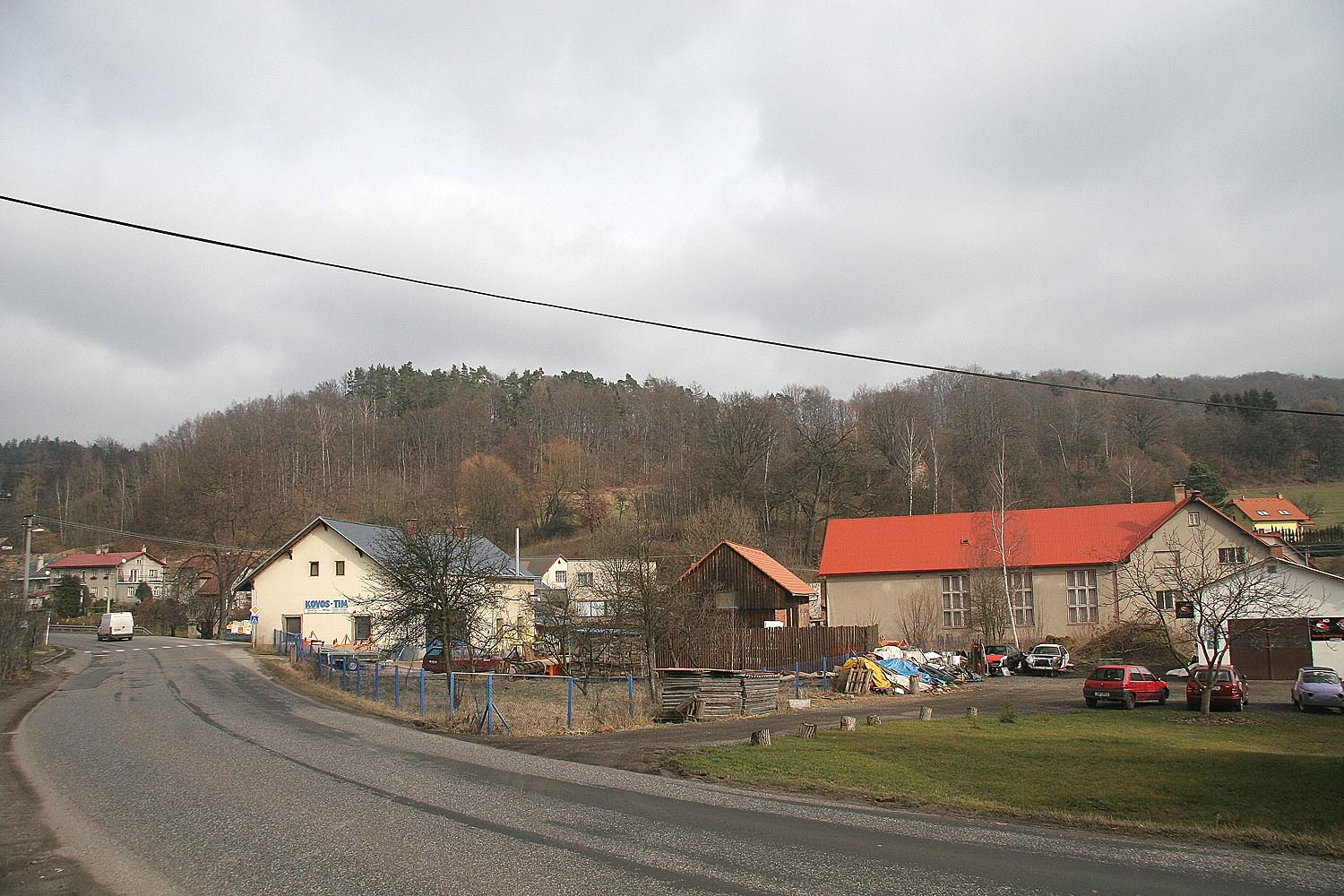
II/286 na začátku Bradlecké Lhoty

První obcí na území okresu Semily je Bradlecká Lhota a vůbec prvním objektem je na levé straně obecní hřbitov[zdroj?].
Silnice II/286 třemi mírnými zatáčkami klesne až k toku Ploužnického potoka, který uprostřed obce překročí a poté, co vlevo odbočí silnice III/28610 do Kyjů, následuje tříkilometrové, kvůli množství zatáček a oboustrannému lesnímu porostu poměrně nepřehledné stoupání lesem až do sedla nad osadou Ploužnice. Tento tříkilometrový úsek silnice byl důkladně rekonstruován v dubnu až listopadu 2009, dodavatelem byla liberecká společnost Baltom s.r.o a objem investice činil 19,26 mil. Kč.

#### Ploužnice

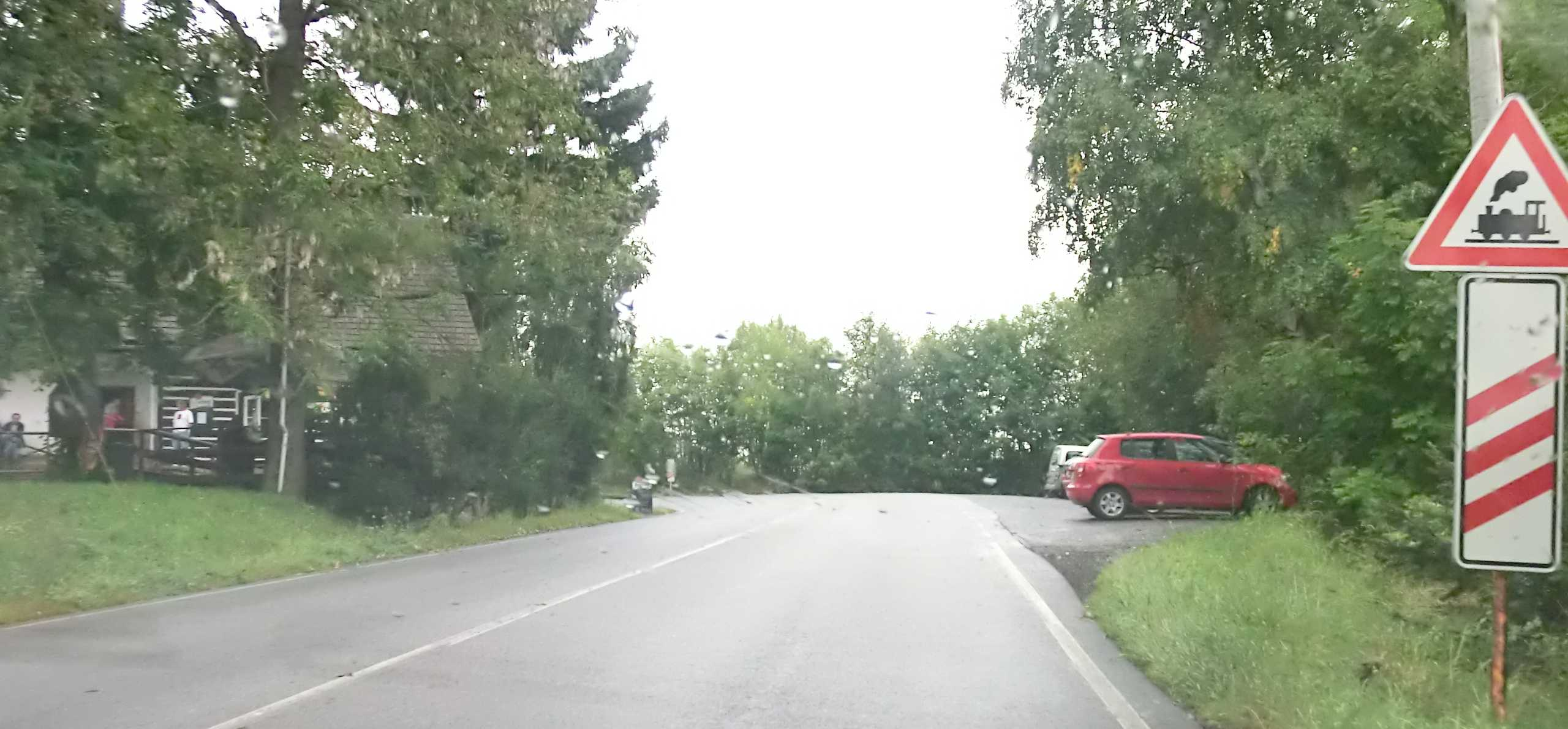
Krátká rovinka mezi dvěma nepřehlednými zatáčkami uprostřed Ploužnice

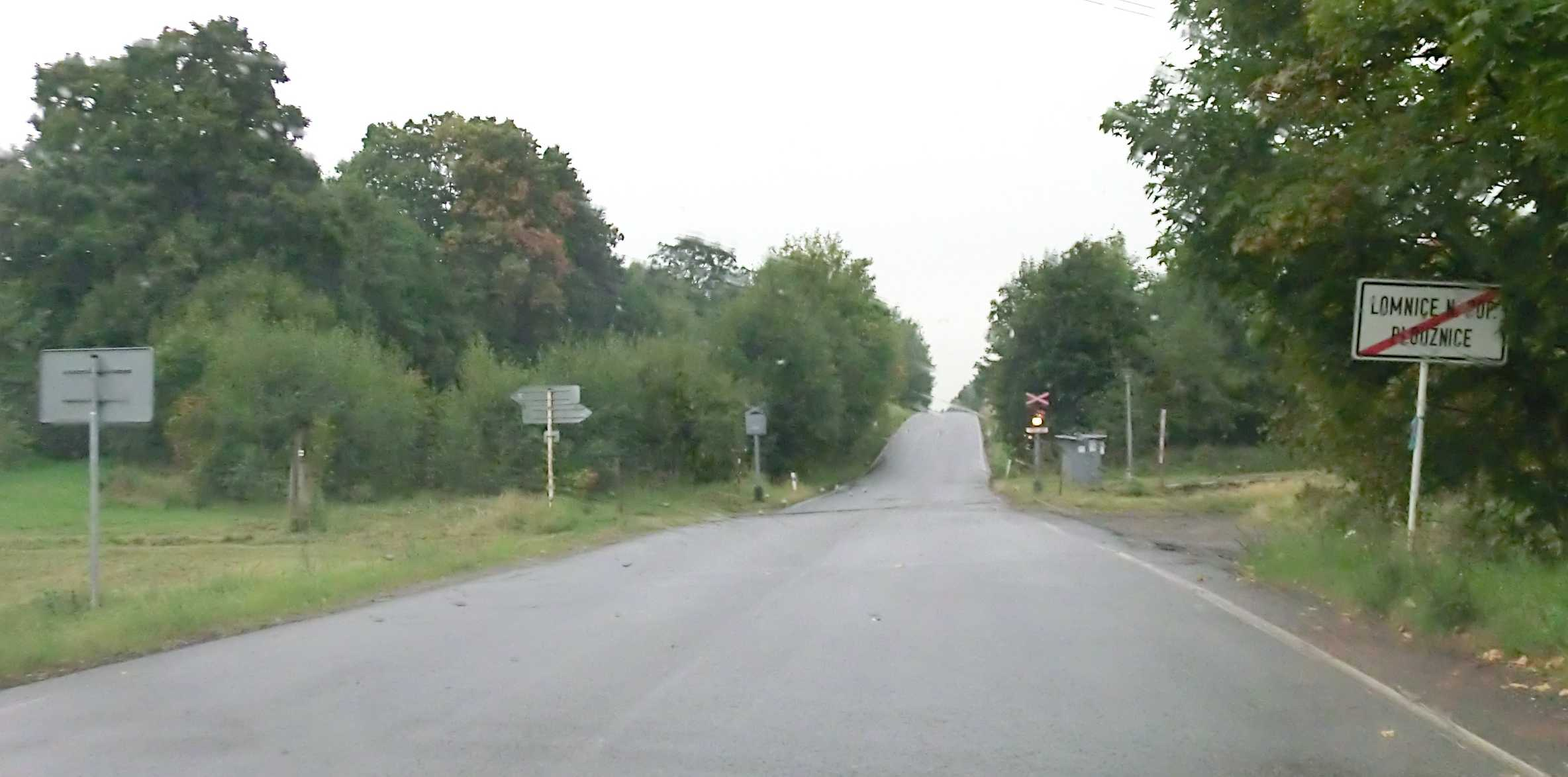
Výjezd z Ploužnice přes železniční přejezd; stará stopa silnice vedla o 30 m vlevo

Úsek přes Ploužnici se řadí do zmíněných nečekaných zvratů: krátce před vrcholem kopce tvoří silnice II/286 nejprve prudkou pravotočivou zatáčku o téměř 180°, vystřídanou neméně prudkou zpětnou levotočivou pravoúhlou zatáčkou. Z té navíc vybíhá vpravo odbočka silnice III/28611 na Novou Paku o k dovršení všeho několik desítek metrů za touto zatáčkou následuje křížení s železniční tratí č. 064 Mladá Boleslav - Stará Paka. Krátce za tímto přejezdem se vlevo odděluje slepá silnice III/28612 do osady Chlum a na kopec Tábor se známou Tichánkovou rozhlednou. Silnice II/286 zde opisuje temeno kopce a poté začíná klesat.

#### Lomnice nad Popelkou

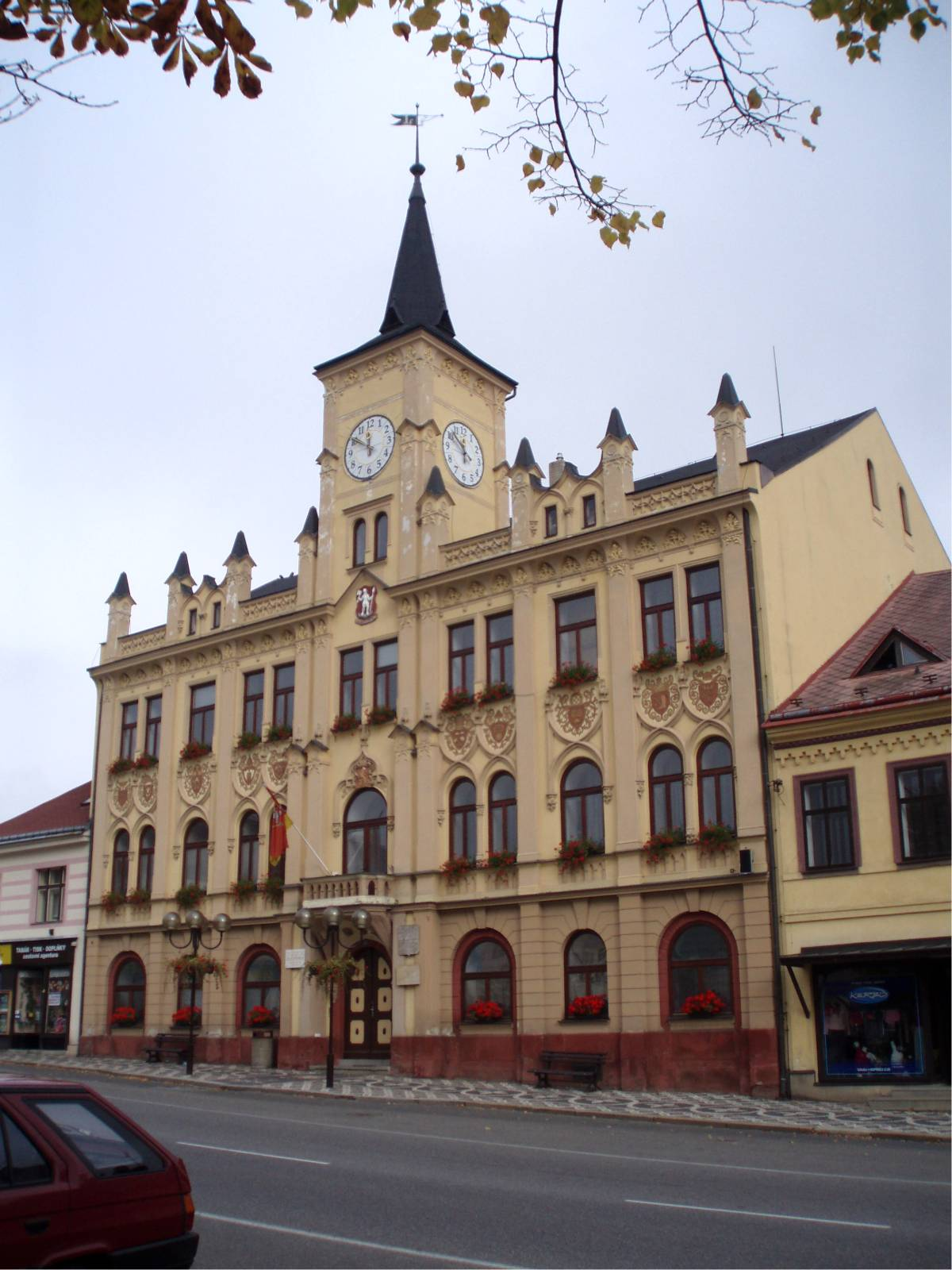
II/286 před lomnickou radnicí

Za dvojitou zatáčkou (nyní pozvolnou, dříve poměrně ostře řezanou) se nachází druhé křížení této silnice s železniční tratí č. 064 a pak už mírným obloukem v poměrně strmém klesání vstupuje do města Lomnice nad Popelkou coby Jičínská ulice. V nejnižším místě se nachází most přes řeku Popelku, odbočka vpravo na silnici II/290 do Nové Paky a podjezdem pod dříve uvedenou železniční tratí č. 064 vstupuje silnice II/286 do centra města, tentokrát s názvem Palackého ulice a ve stálém mírném stoupání. Po levé straně se nachází areál bývalého Technolenu (nyní Mehler Engineering Product) či odbočka k nádraží, za odbočkou silnice III/2845 na osadu Košov vstupuje silnice II/286 na Husovo náměstí s obrysem přibližně rovnoramenného trojúhelníku.
Silnice zde míjí budovu radnice a krátce za ní se stáčí vpravo do ulice plk. Truhláře, ve které se nachází mj. městský zámek nebo Tylovo divadlo. Za tímto divadlem také odbočuje silnice II/284 na Turnov. Silnice II/286 se dvojitou zatáčkou okolo bývalé strojírny Elitex a sokolovny změní na Jilemnickou ulici, dosahuje svého vrcholu poblíž odbočky k městskému hřbitovu a v klesání opouští území města.
Krátce poté silnice opět stoupá do Kordova kopce s malým letištěm, bezprostředně za ním se prudkou pravotočivou zatáčkou přimkne k lesu a pokračuje dál, uprostřed lesa se pak nalézá vlevo odbočka slepé silnice III/28613 do osady Želechy. Krátce poté silnice vychází z lesa velmi nepříjemnou levotočivou zatáčkou s horizontem uprostřed oblouku, načež následuje kilometrový rovný úsek s odbočkou silnice III/28311 do městysu Libštát. Zhruba do roku 1985[zdroj?] ale tento celek vypadal jinak, zmíněná zatáčka s horizontem obtáčela les mírným klesáním a do uvedené odbočky vcházela jako přímá cesta na Libštát. Narovnáním silnice a přetočením křižovatky došlo ke srovnání geometrického tvaru silnice podle potřeb skutečné dopravní zátěže.[zdroj?]

#### Košťálov
Silnice se poté opět noří do lesa a za pravotočivým obloukem vystoupá na svůj další vrchol. Následuje mírné klesání, odbočka vlevo na skládku komunálního odpadu a pak už silnice klesá velmi prudce do obce Košťálov, klesání je znepříjemněno prudkými nepřehlednými zatáčkami a v samotné obci navíc křížením s železniční tratí 030 Pardubice - Jaroměř - Liberec.
I tento přejezd býval dvojkolejný, protože stanice Košťálov bývala až do roku 1991 důležitou přepravnou pro místní kamenolom a souběžně s hlavní tratí zde vedla i vlečka. Poté, co lom zprivatizovala firma Tarmac, došlo k opuštění železniční dopravy. Nevyužívaná vlečka zchátrala a při rekonstrukci kolejiště v roce 2010 byl přejezd zjednokolejněn.
Za železničním přejezdem silnice dál klesá, následuje nebezpečná křižovatka se silnicí II/283 na Semily (silnice II/286 je zde jako vedlejší, ale geometrický tvar křižovatky svádí k opaku) a v následujícím asi čtyřsetmetrovém úseku peáže obě silnice vlásenkami dosahují nejnižšího bodu – mostu přes řeku Olešku (tento starý opukový most se třemi klenbovými poli byl kompletně zrekonstruován a rozšířen železobetonovou deskou okolo roku 2002).
Za mostem peáž končí, silnice II/283 odbočuje vpravo na Starou Paku a silnice II/286 pokračuje Košťálovem k textilce Trevos. Kousek za ní se nalézá jediná čerpací stanice na celé trase – byla postavena v 90. letech XX. století pod názvem TRaST, později ADB, později Errol,, po delší odstávce ji v květnu 2021 zprovoznila místní dopravní firma AD Mach jako samoobslužnou. Dřívější široký sortiment paliva je dnes omezen pouze na benzin N95 a naftu, i LPG je mimo provoz již několik let, jak zjevno ze stavu čerpacího stanoviště. Krátce za touto benzinkou silnice II/286 opouští Košťálov v nepřehledné levotočivé zatáčce mezi skálou a bývalým Továrním rybníkem, zničeným při bleskové povodni v srpnu 1967.[zdroj?]

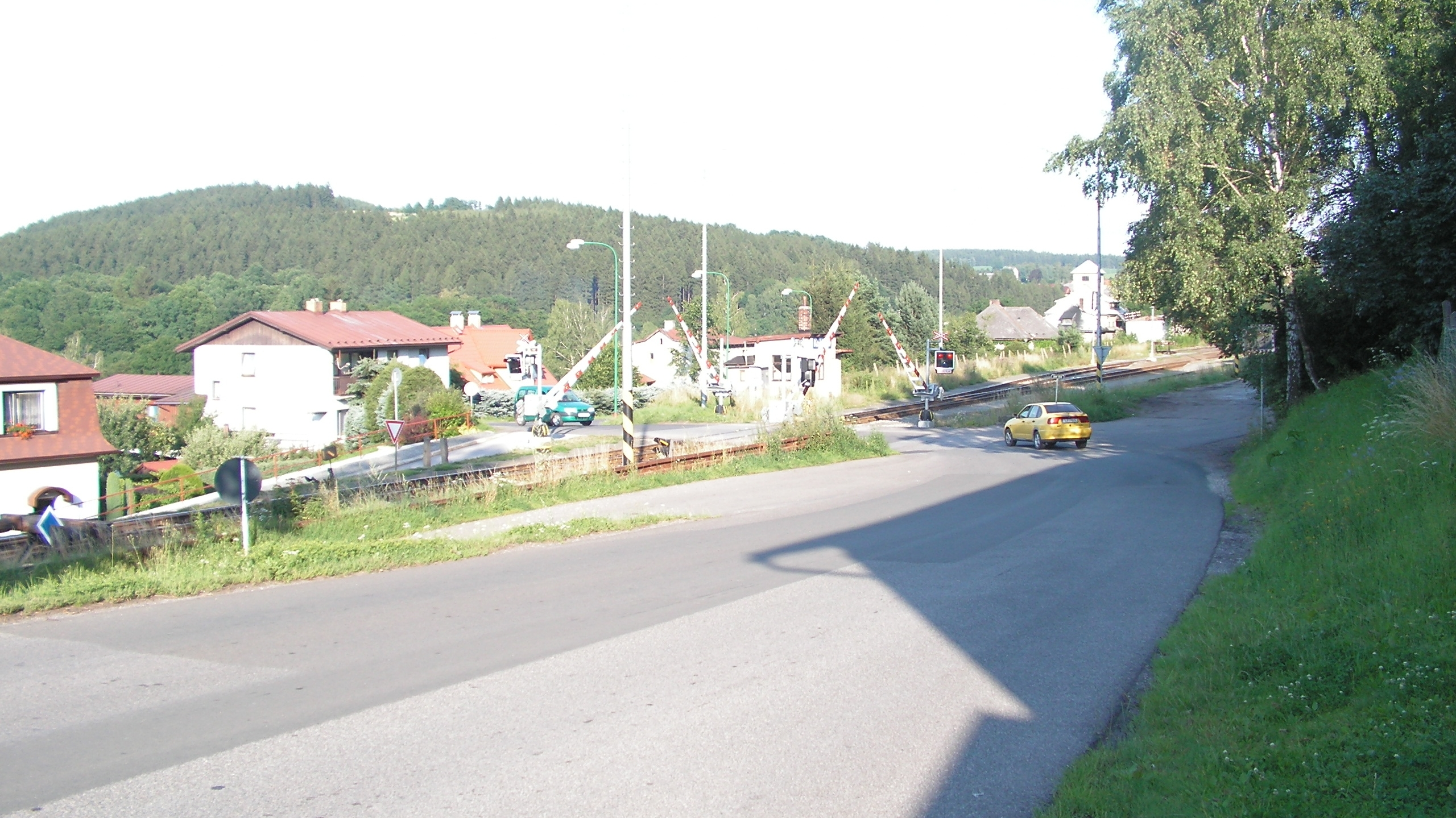
Železniční přejezd u nádraží v Košťálově
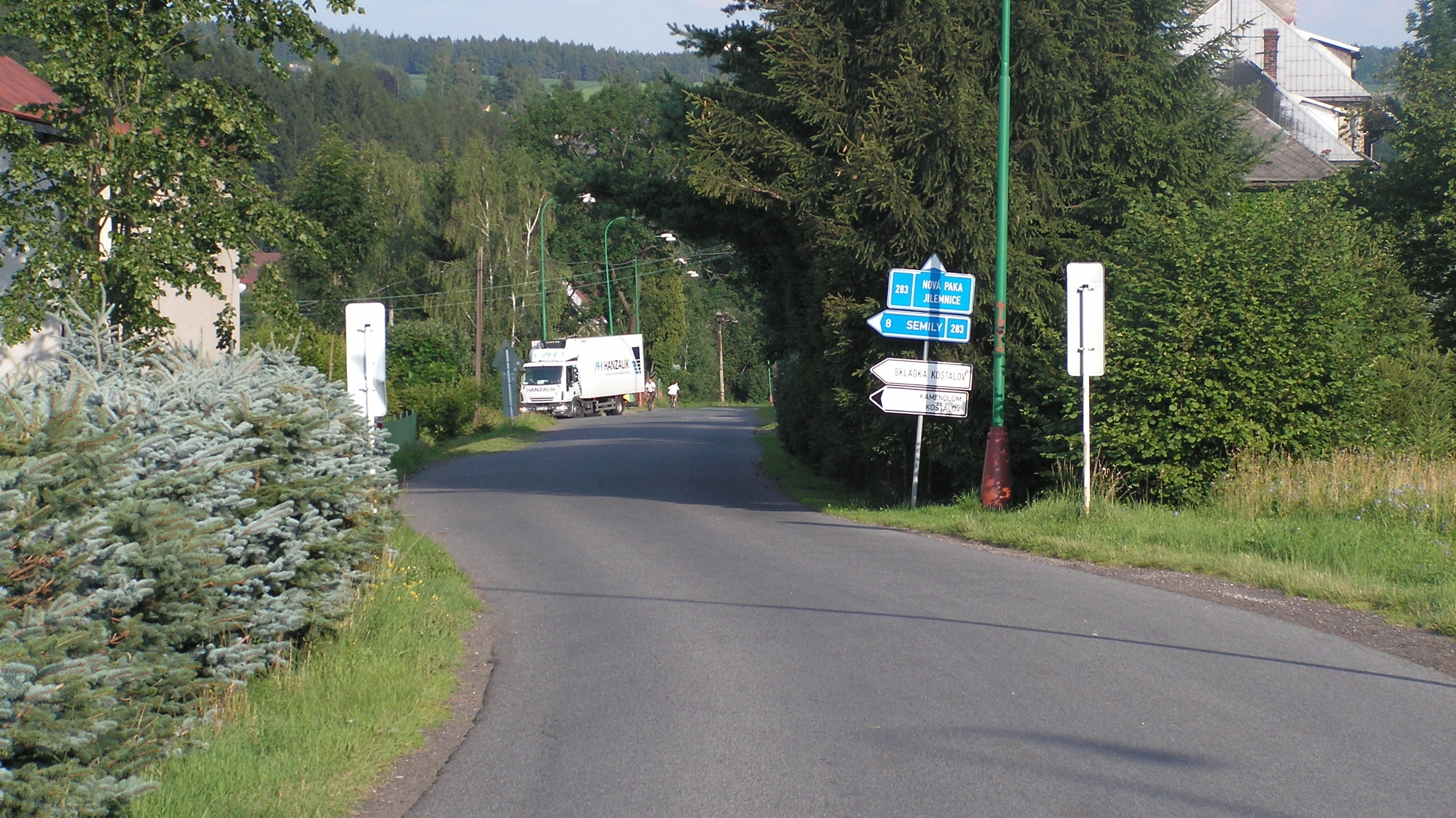
Příjezd k peáži s II/283
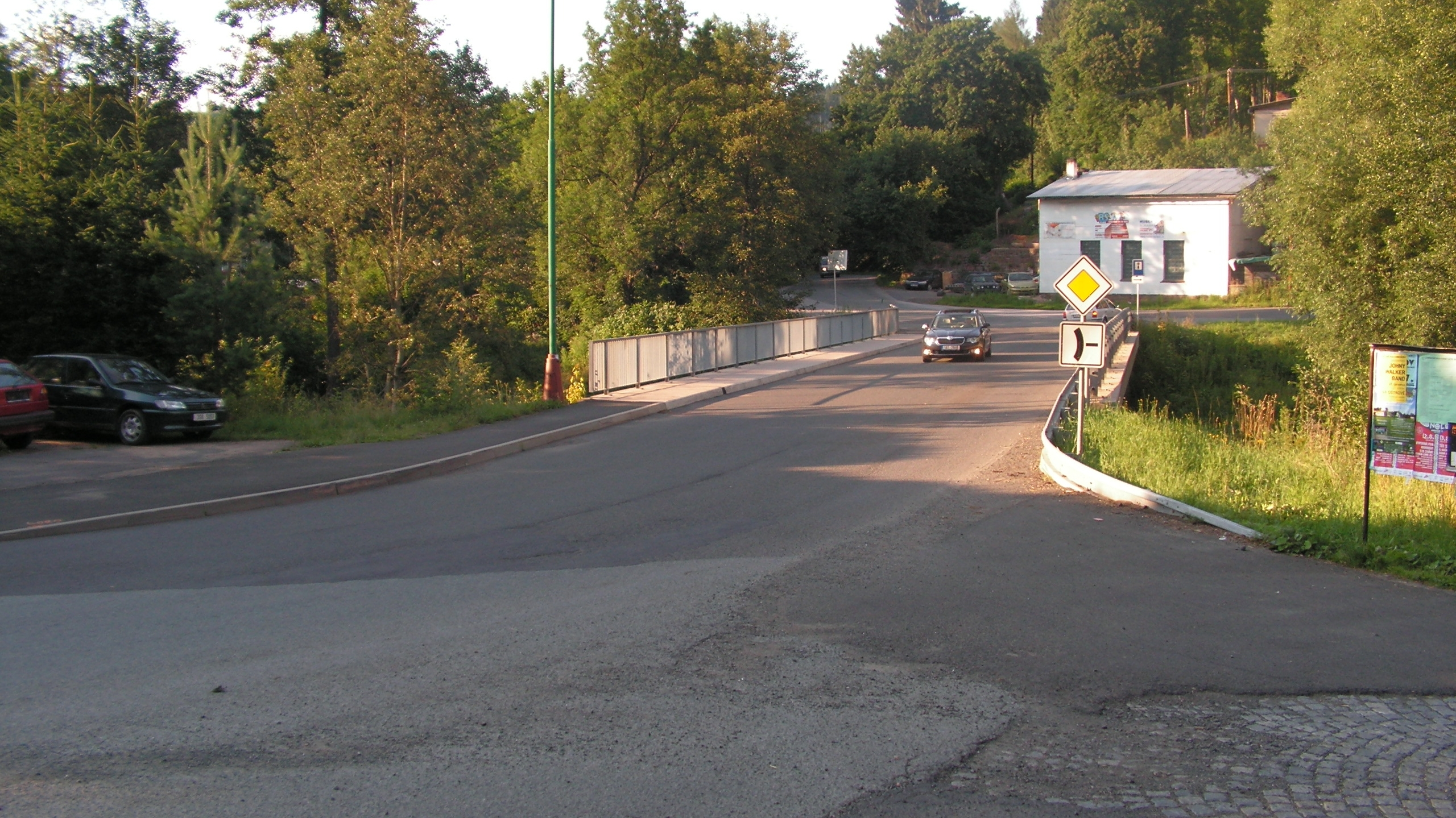
Konec peáže je za mostem – II/283 jde vpravo, II/286 vlevo

#### Kundratice

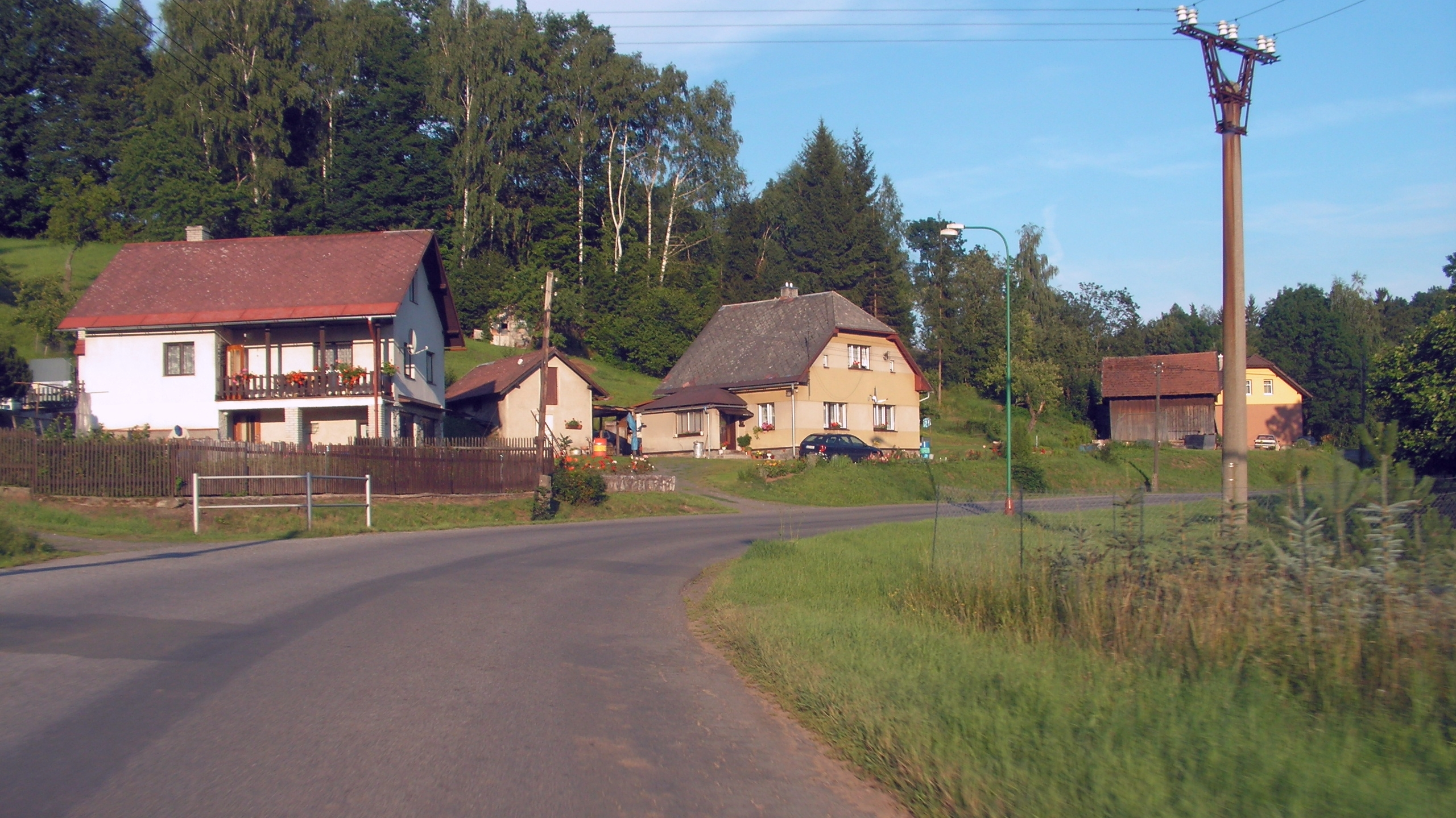
Kundratice - první zatáčka nad středem obce

Silnice II/286 se hlubokým údolím podél potoka dostává přes dvě prudší zatáčky do Kundratic, což je místní část dříve zmíněného Košťálova. Skrz Kundratice silnice prochází v celé délce obce stoupáním. Delší rovné úseky svádějí k předjíždění nepovolenou rychlostí,[zdroj?] přestože vzápětí přicházejí nepřehledné zatáčky.
Na konci Kundratic je vpravo odbočka silnice III/28614 do Kruhu, kde silnice II/286 opouští zastavěné území obce.

#### Mříčná

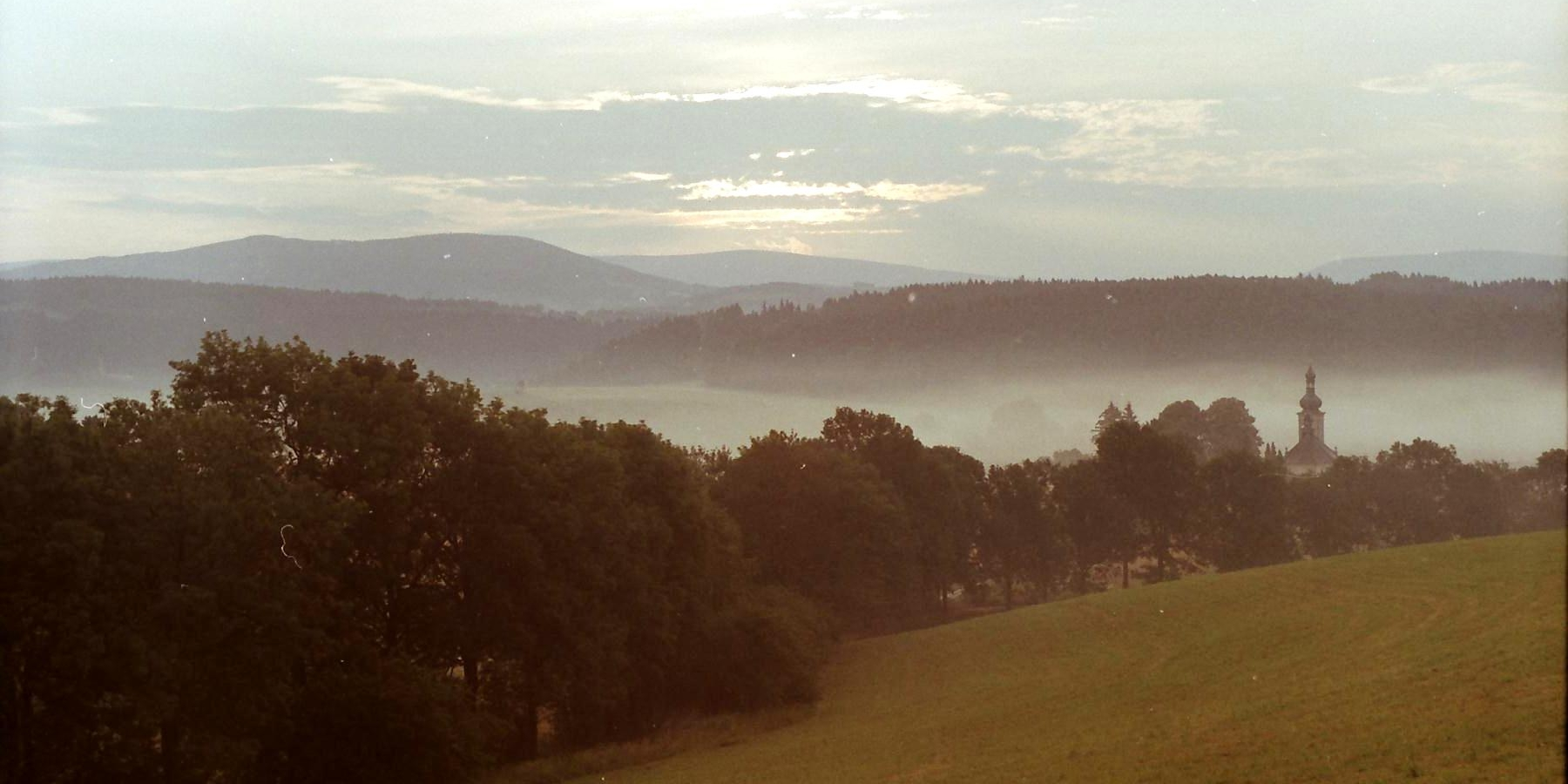
Ranní pohled ze silnice na východ Slunce nad Krkonošemi

Z Kundratic stoupá silnice táhlou levotočivou zatáčkou s horizontem, následně pravotočivě vstupuje do lesa a absolvuje krátký dolík s opětovným vystoupáním na temeno kopce. Vpravo v lese se nachází bývalá mříčenská obecní pískovna a za lesem prameniště obecního vodovodu.
Silnice klesá poměrně strmě dolů i pomocí dvou ostrých zatáček – za temenem kopce levotočivá 100°, po 200 metrech pravotočivá 120°. Rovný úsek nabízí neopakovatelný[zdroj?] pohled na Krkonoše, zvlášť po vykácení oboustranné jasanové aleje (k tomu došlo okolo roku 2003).[zdroj?] Za druhou zatáčkou se klesání výrazně zmírní a poměrně přehledným úsekem silnice se dostaneme až do obce Mříčná – za povšimnutí stojí na kopci po levé straně stojící kostel. Do obce silnice vstupuje ostrou a nepřehlednou levotočivou zatáčkou kolem místní školy, o pár set metrů dál následuje křižovatka s místní silnicí III/28618 a potom prudké stoupání do Hrubého kopce, znepříjemněné ostrými serpentinami hned za Mříčnou.

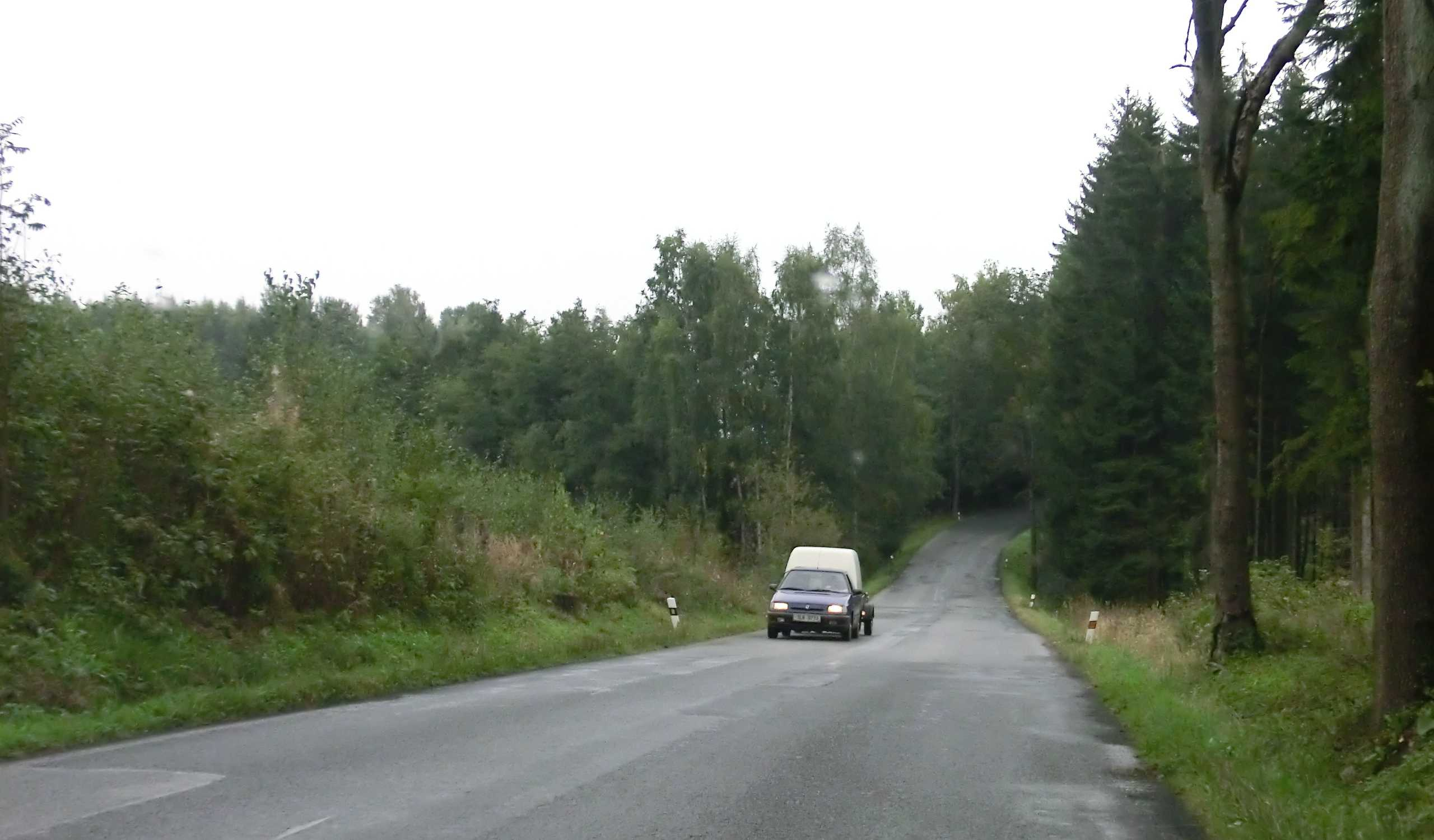
Dolík poblíž mříčenské pískovny
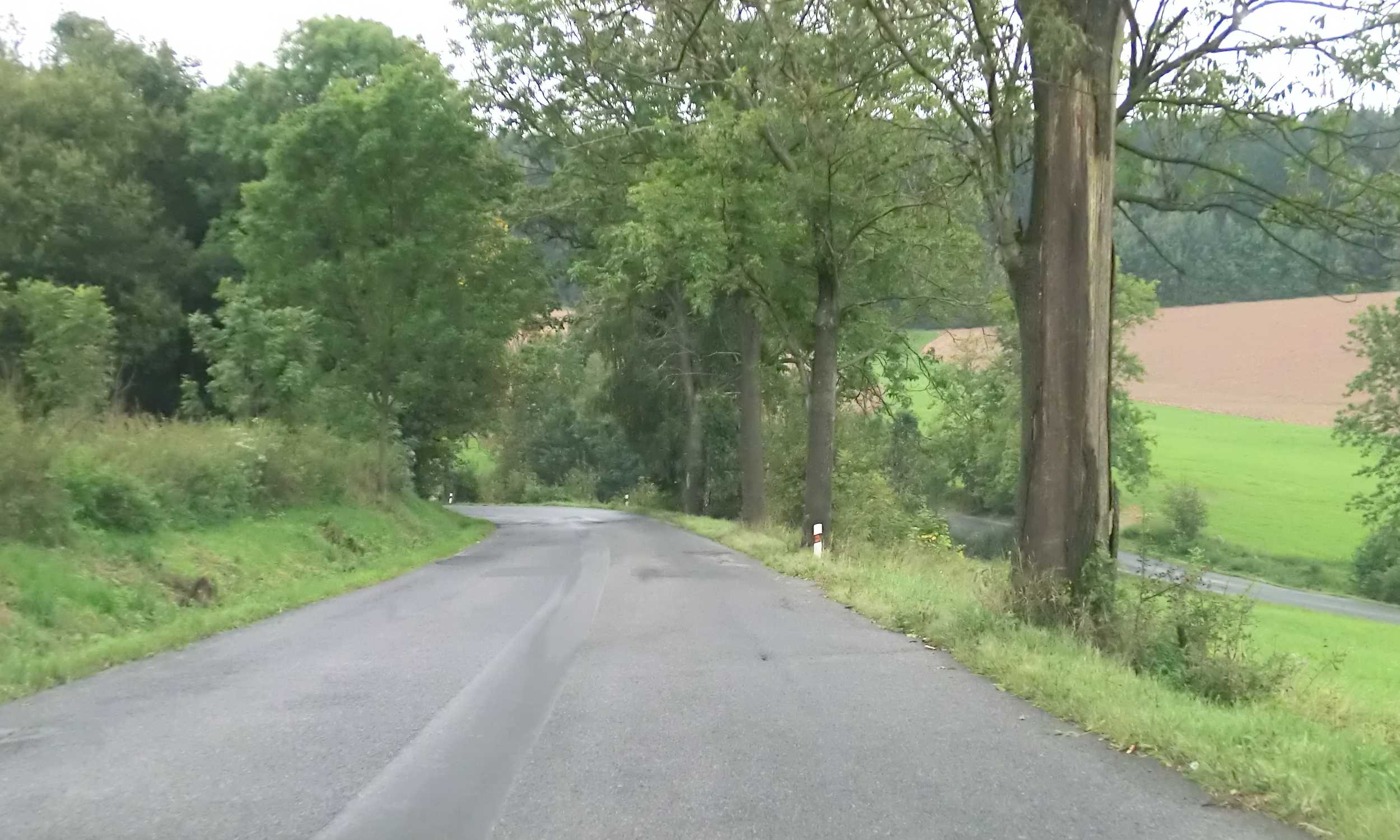
Serpentiny nad Mříčnou
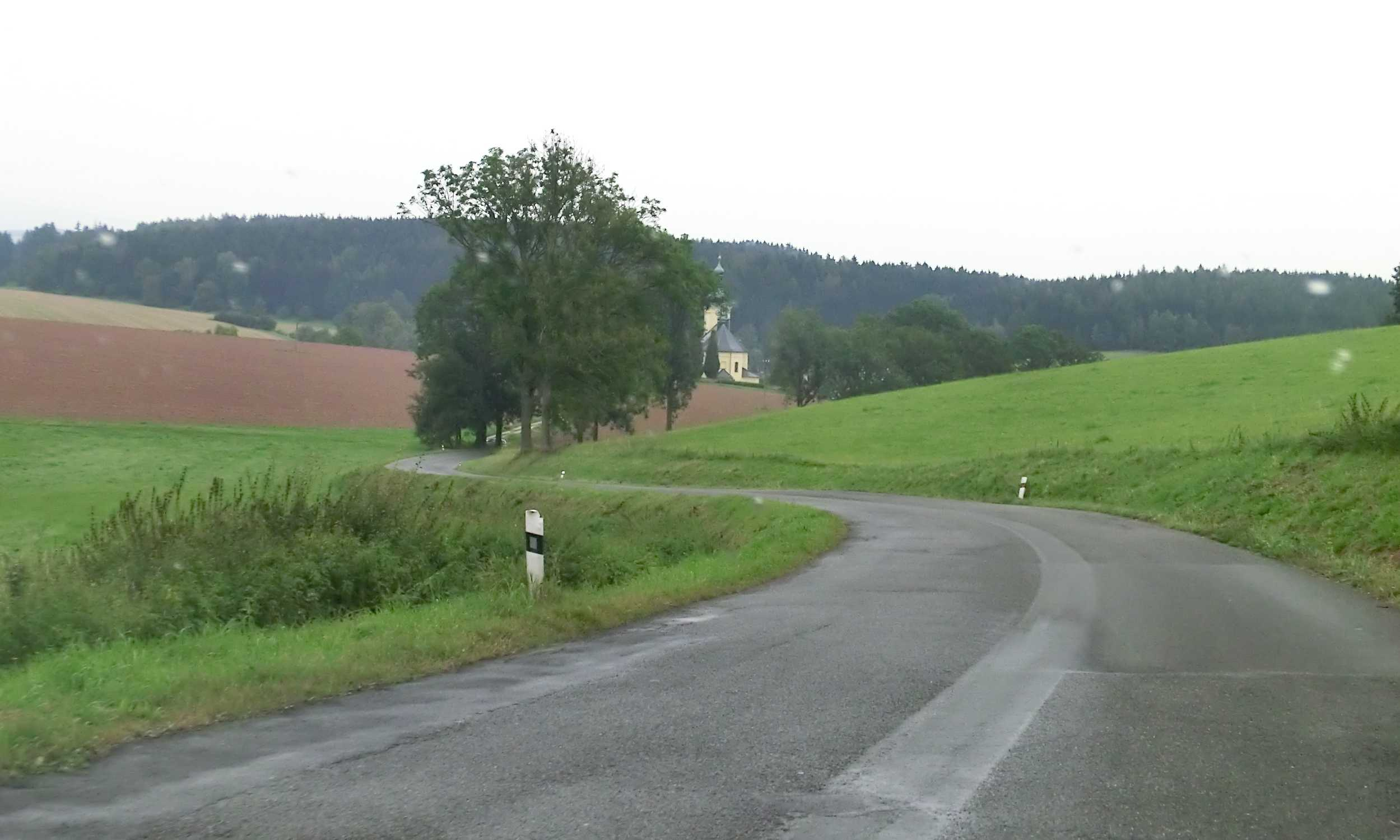
Mírné zatáčky před Mříčnou
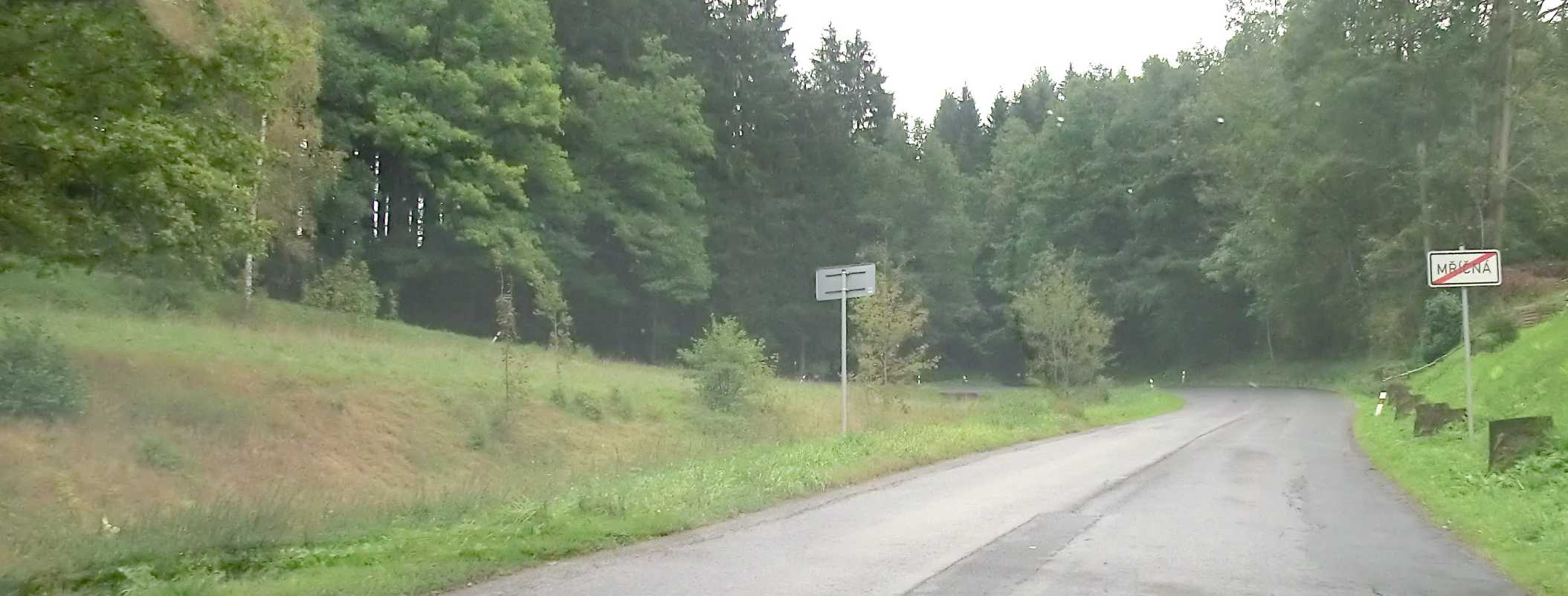
Serpentina za Mříčnou

#### Jilemnice

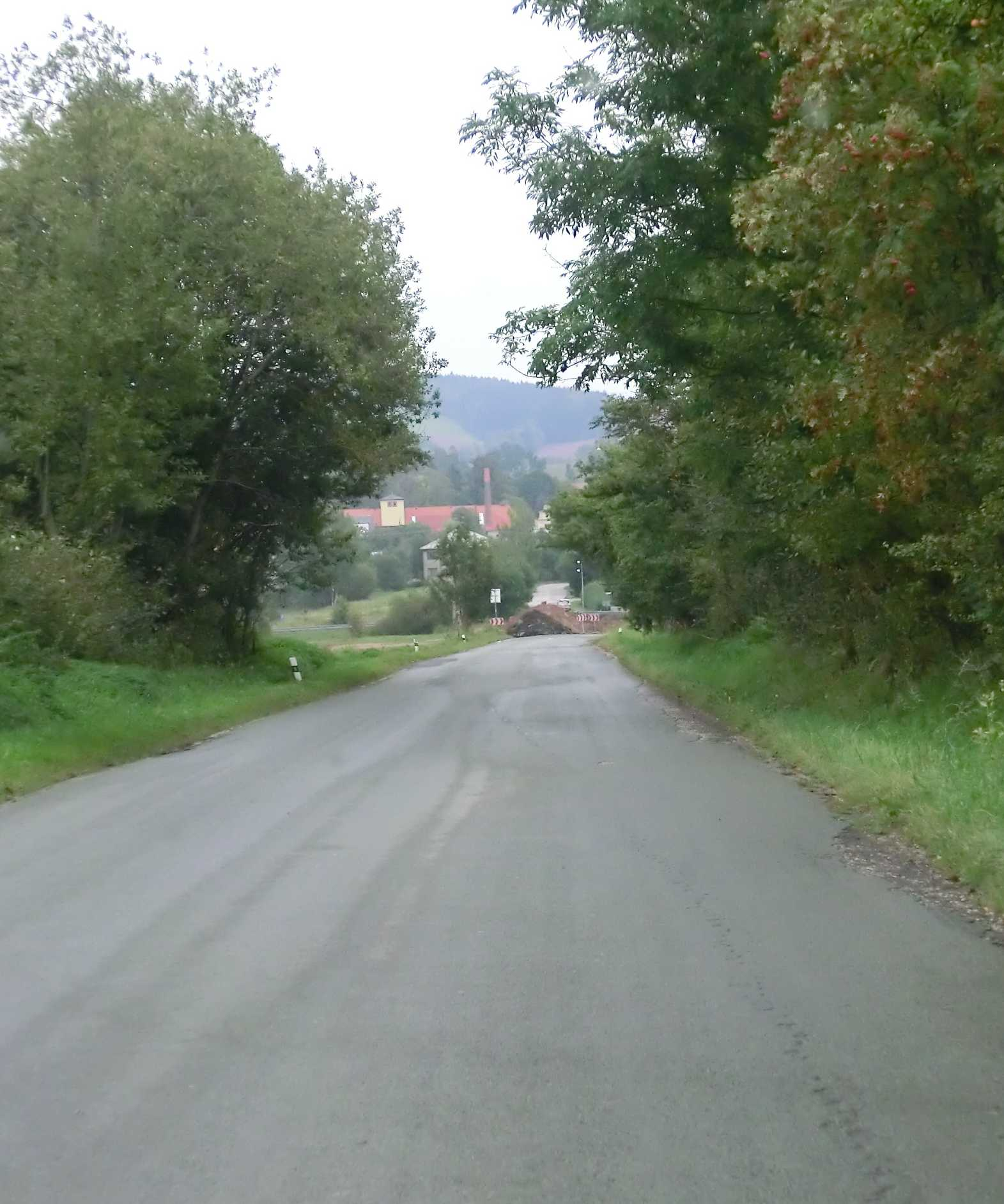
Klesání do Jilemnice - vzadu pokračuje původní stopa do centra města

Samotný kopec silnice opět překonává přímo po temeni a následuje prudké klesání do města Jilemnice.
Ještě před koncem klesání uhýbá silnice doprava (původní stopa pokračovala rovně do centra města, ale v roce 1982 byla přeložena na obchvat), přičemž se v této zatáčce nalézá odbočka vlevo k Masarykově městské nemocnici. Následuje 500 m dlouhý rovný a široký úsek podél zahrádkářské kolonie. Je ukončen vjezdem na okružní křižovatku s ulicí V Břízkách, která vpravo pokračuje coby silnice III/28619 do horní části obce Mříčná a naše silnice II/286 vstupuje v čistě východním směru do města jako Žižkova ulice, kdy v táhlém klesání míjí vlevo městský stadion, autobusové nádraží či budovu pošty, na pravé straně se pak nalézá vilová čtvrť Spořilov, výrazná budova bývalé textilní školy, ve které sídlí místní gymnázium, a sídlištní parčík.

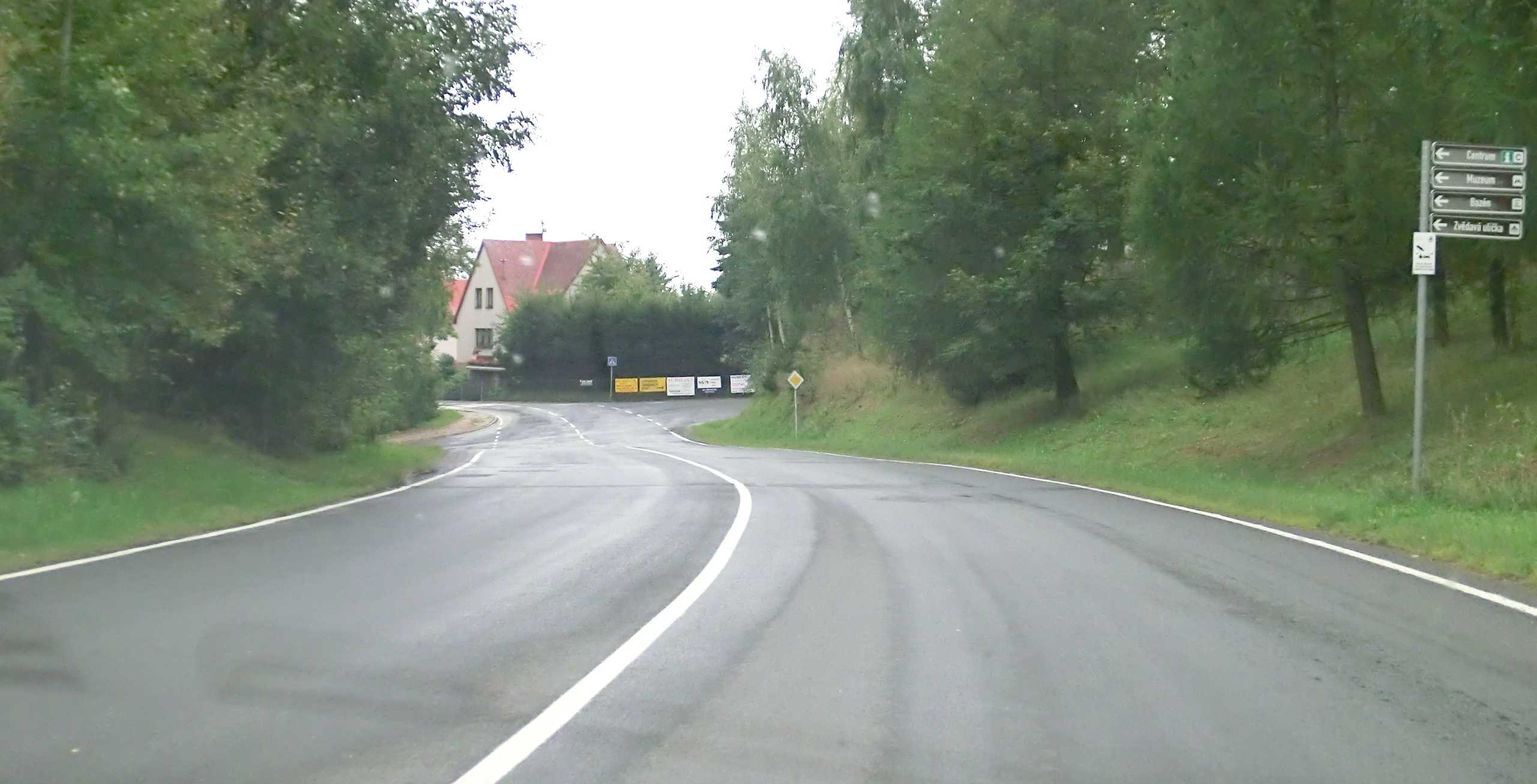
Zatáčka na vstupu silnice do Jilemnice
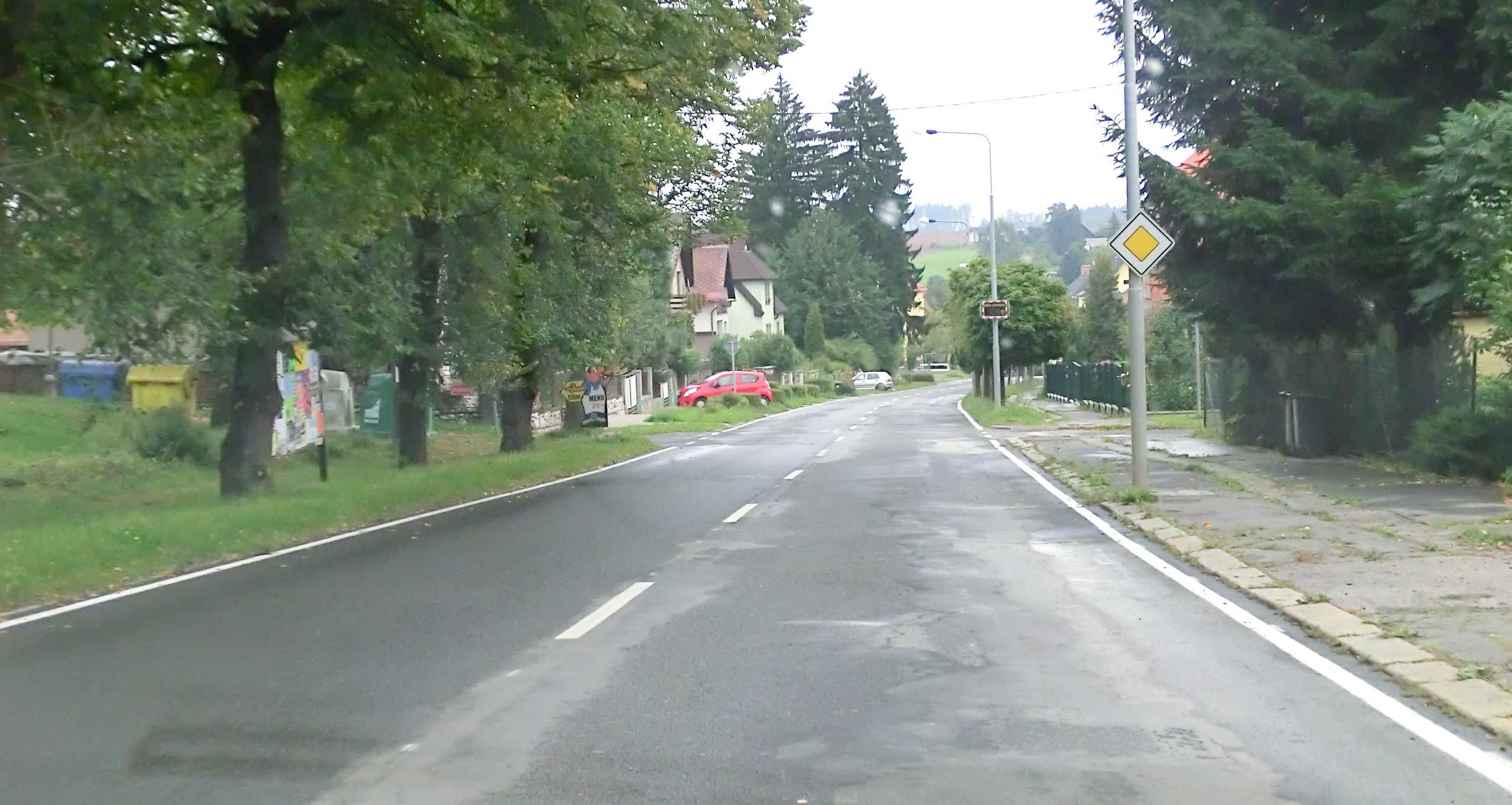
Klesání okolo jilemnického stadionu
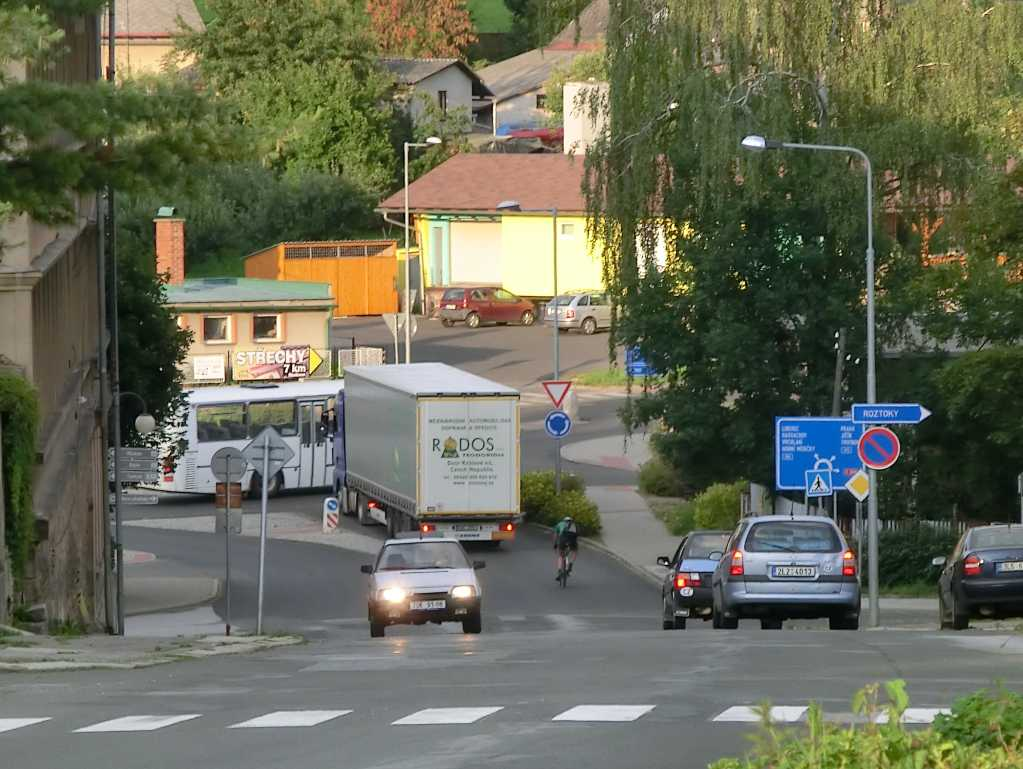
Strmé klesání silnice ke kruhovému objezdu

V nejnižší části Žižkovy ulice je okružní křižovatka s ulicemi geologa Pošepného (doleva, směr centrum) a Roztockou (doprava, směr místní část Jilem a městys Roztoky u Jilemnice). Následuje železobetonový most ze 30. let,[zdroj?] kterým silnice poprvé přechází přes potok Jilemku a z nějž ústí na kruhový objezd, na kterém doprava odbočuje ulice Nádražní se silnicí II/293 do Studence.
Původně zde stála prostá čtyřramenná křižovatka, při dostavbě městského průtahu došlo v roce 1994 k její přestavbě na pětiramennou při současném zvýšení nivelety o cca 120 cm (jak vidno při porovnání úrovně staré a nové silnice u prodejny nábytku) a skácení několika vzrostlých stromů pod Nádražní ulicí – pravděpodobně zbytečnému, neboť po přestavbě na kruhový objezd byly na stejném místě vysazeny nové stromy. Vůbec celé okolí křižovatky prošlo v letech 1982 – 1993 velkými demolicemi, počínaje historickou roubenou Kuchařovou kovárnou a konče hospůdkou U Koníčka.

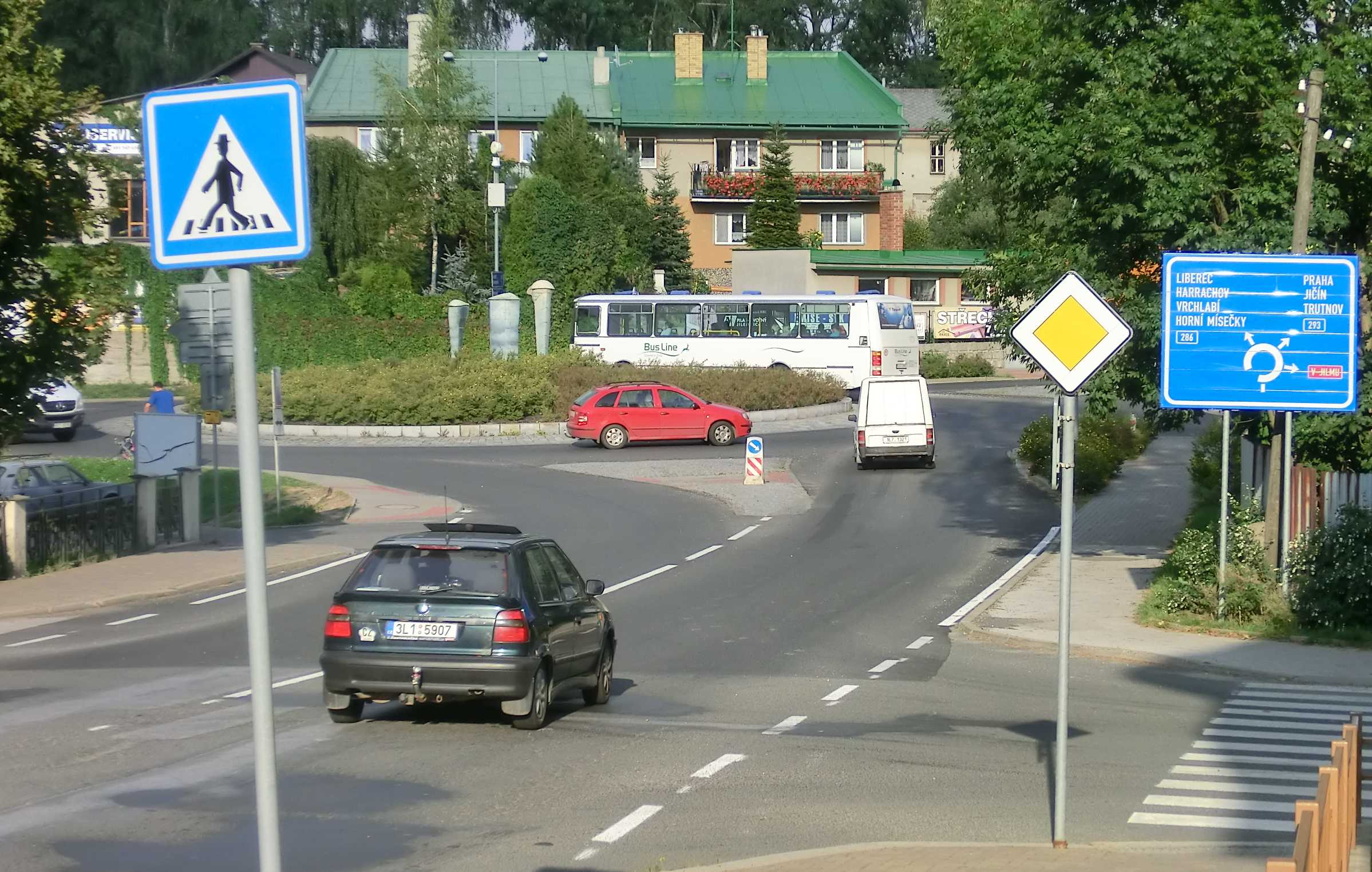
Křižovatka u pošty, most a vjezd na kruhový objezd
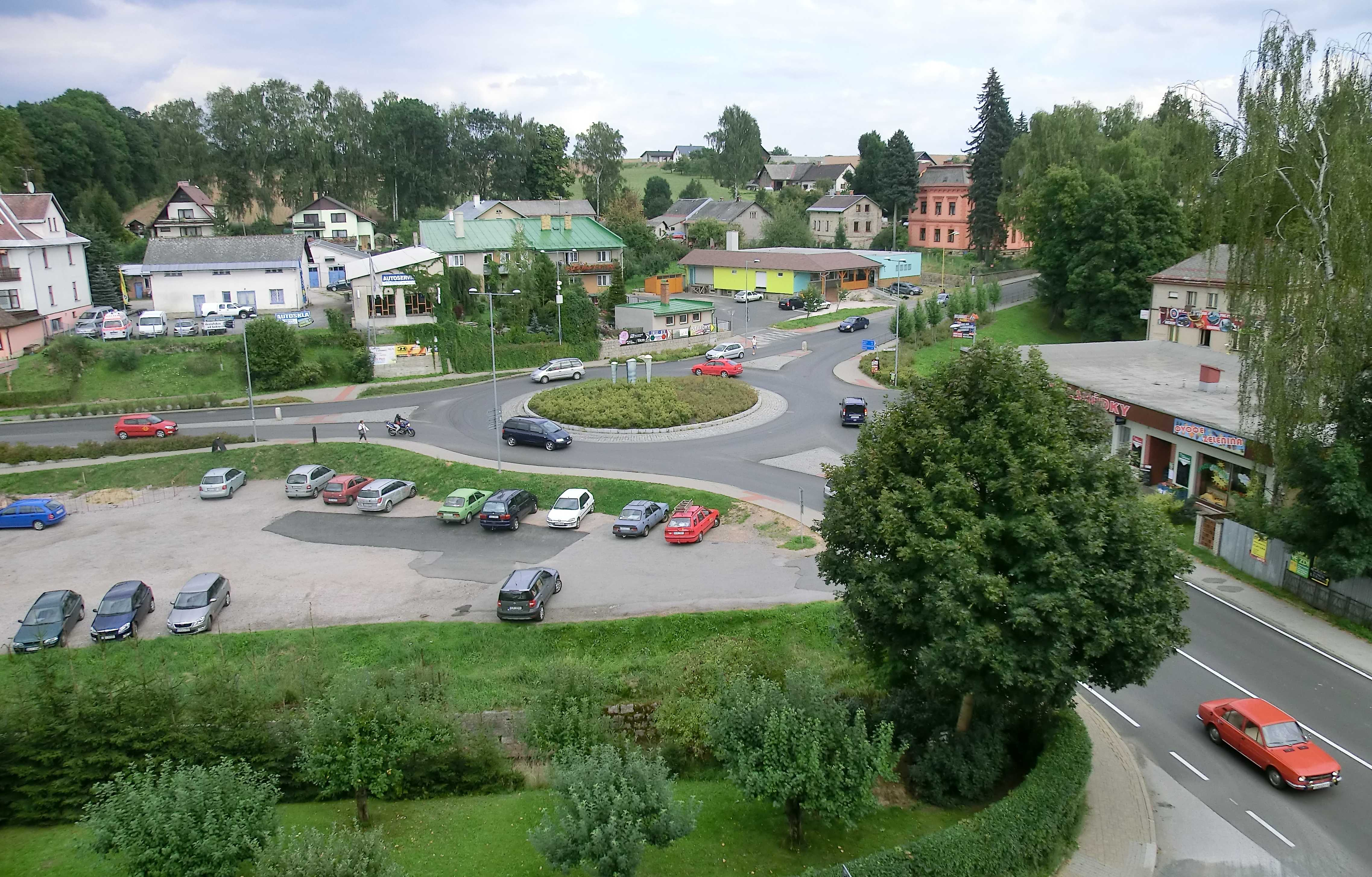
Kruhový objezd z nadhledu – letní
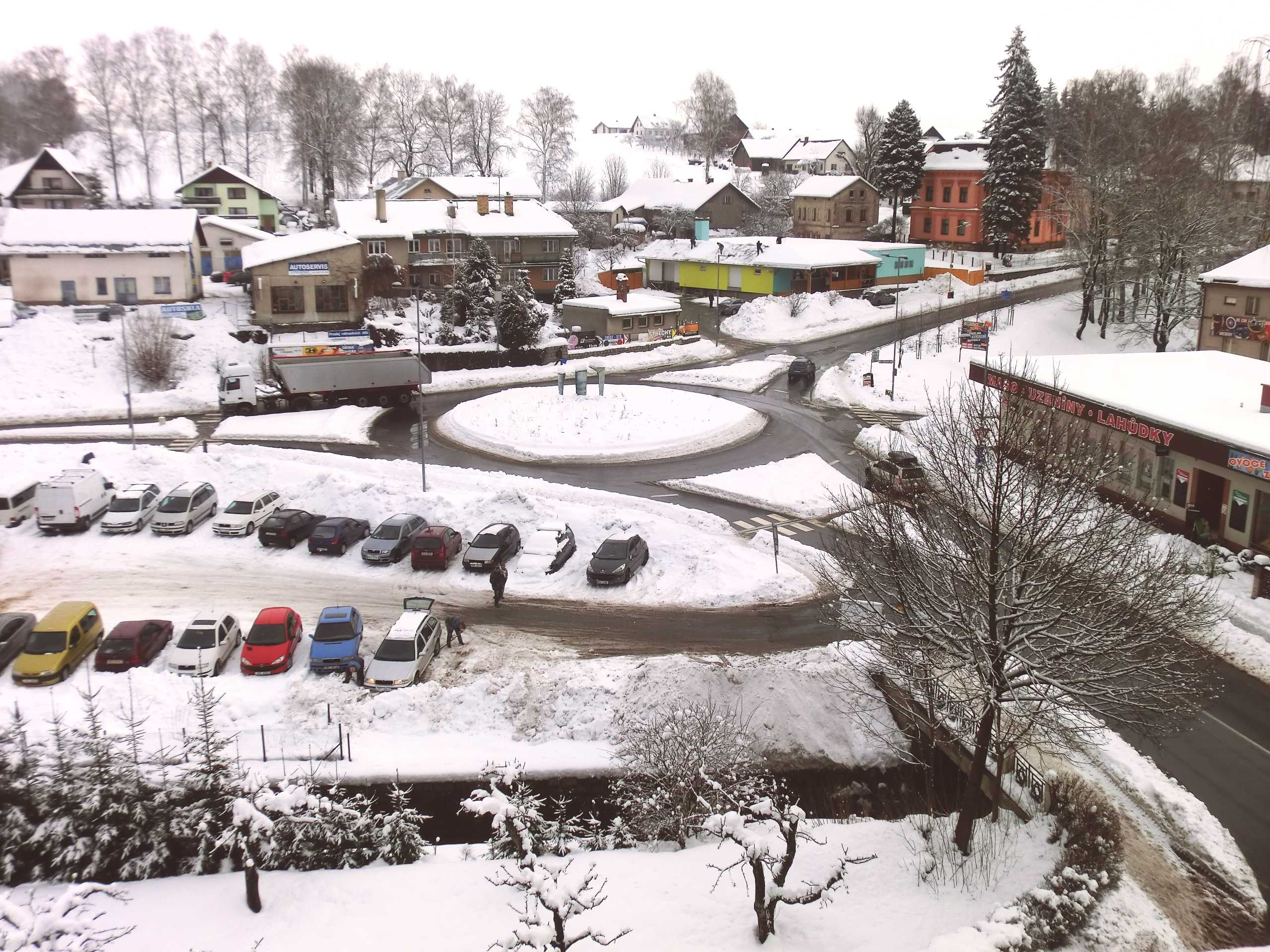
Kruhový objezd z nadhledu – zimní
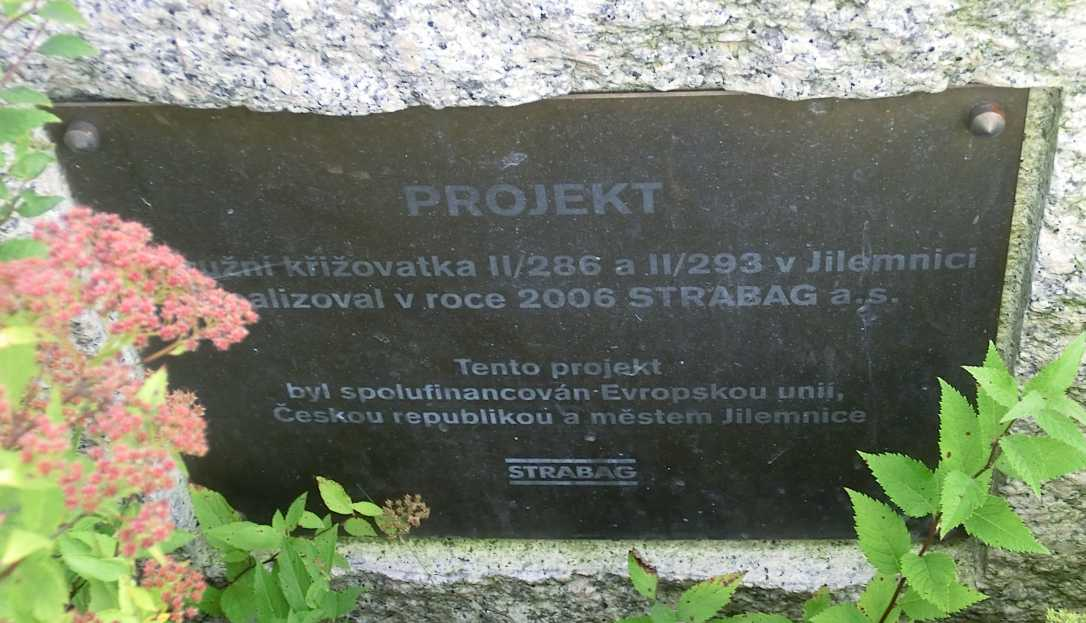
Pamětní tabule u objezdu
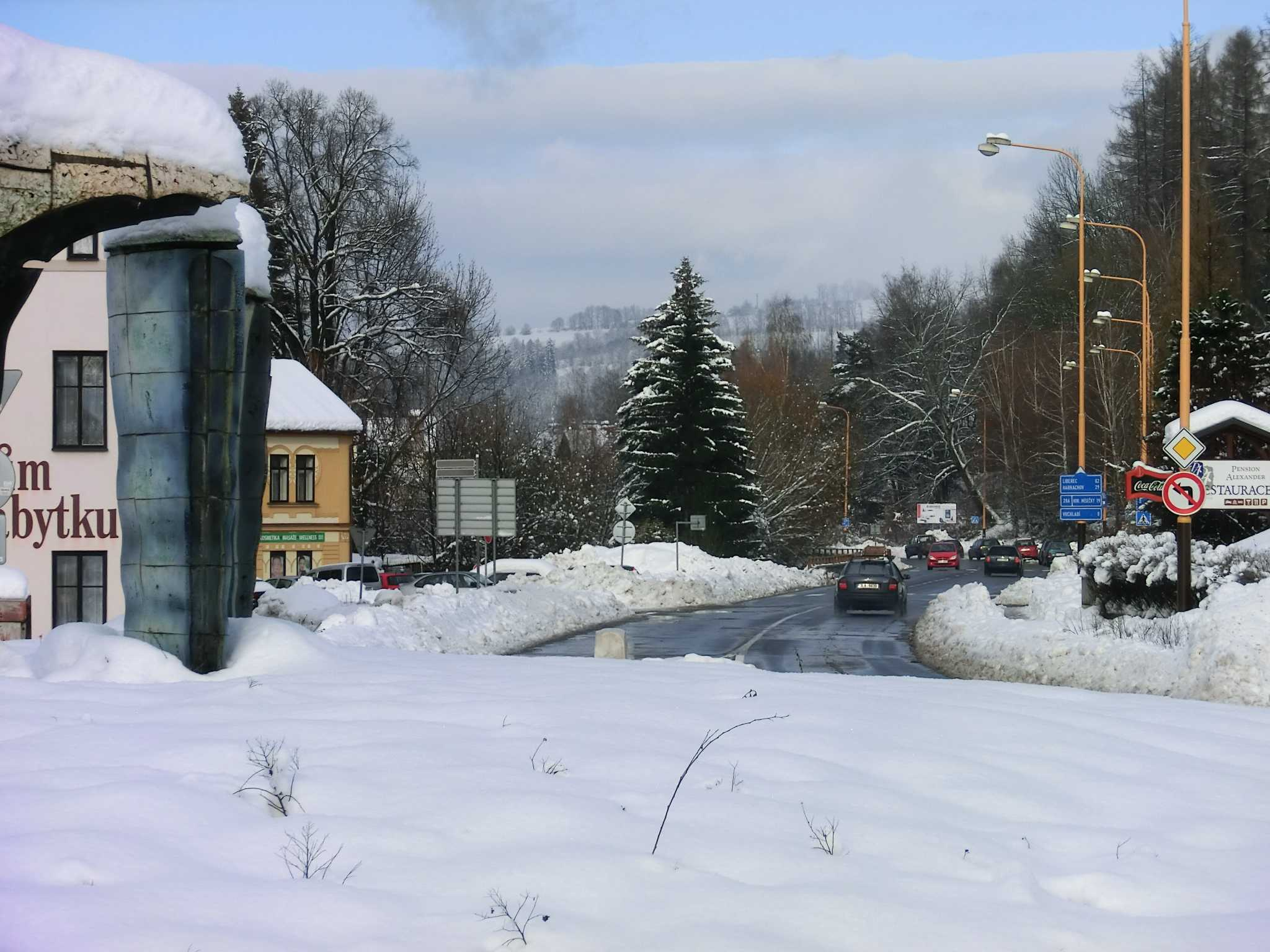
Pohled přes střed objezdu na Krkonošskou ulici

Nepříliš zdůrazňovanou historickou skutečností je to, že původní projekt v srpnu 2005 sice počítal s celkovými náklady 5,5 milionu Kč, ovšem nejnižší nabídka při veřejné zakázce zněla na více než dvojnásobek: 11,3 mil. Kč, které nabídla a.s. STRABAG . Té však nakonec z veřejných financí odplynulo ještě mnohem víc peněz: záhy po slavnostním otevření objezdu v říjnu 2006 totiž byly od kamionů i autobusů vyvráceny obrubníky vnitřního rondelu v takovém rozsahu, že se sem museli vrátit dělníci a rozšířit vozovku o zhruba 1 m široký vnitřní dlážděný prstenec. Byl tak sice odhalen zpackaný projekt (jako by stavitel nepočítal s průjezdy větších vozidel), ale podlimitní veřejnou zakázku na "dodatečné úpravy" v hodnotě dalších 2 milionů korun opět vyhrál původní generální dodavatel stavby, čímž rozpočet hravě překonal i původní konkurenční nabídku 12,8 mil. Kč. Tato záležitost pochopitelně není zmíněna na pamětní desce, připomínající, že stavbu firmě STRABAG zaplatila Česká republika, Evropská unie i město Jilemnice…
Třetí zajímavostí objezdu jsou tři bronzové skulptury uprostřed objezdu. Podle výtvarníka mělo jít o symbolické ztvárnění řek Labe, Jizery a Jizerky – ovšem místní obyvatelé křižovatce okamžitě začali přezdívat "U tří penisů" (lidové označení je ovšem jadrnější), protože dílo opravdu připomíná pohlavní údy (viz foto) a tři řeky lze v těchto sochách „spatřit jen s velkou dávkou fantazie, velkorysosti nebo omamné látky“.
Čtvrtou a poslední zajímavostí je stálý dozor webové kamery společnosti COMAnet, sídlící v domě vedle objezdu. Kamera s jednosekundovou obnovou obrazu permanentně snímá rondel a silnici směřující do hor – aktuální pohled je možné spatřit na tomto odkazu.

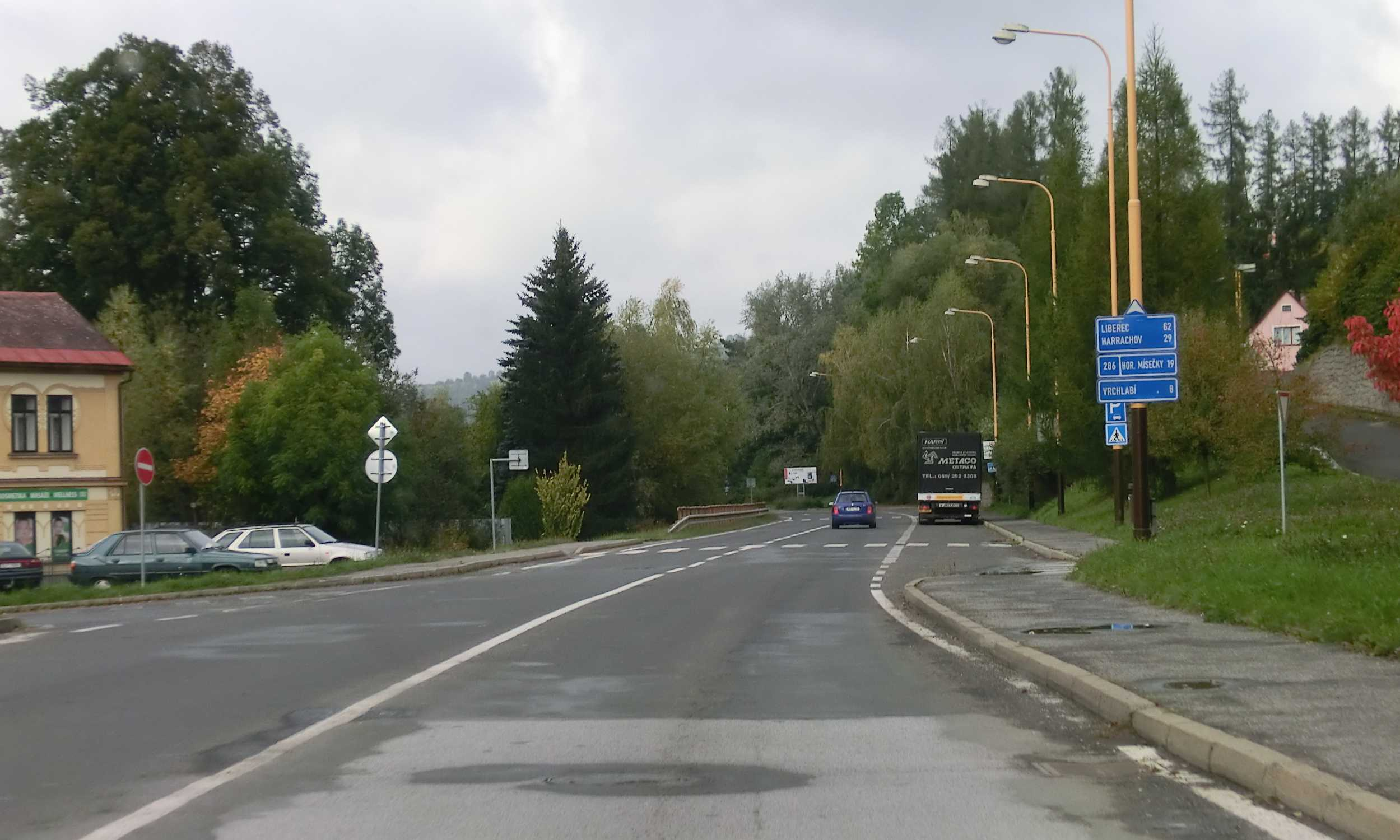
Silnice za kruhovým objezdem

Silnice II/286 pokračuje severním směrem jako ulice Krkonošská po novém městském průtahu z let 1989 – 1991, jemuž padla za oběť rázovitá městská část Za vodou s mnoha původními stavbami. Silnice kopíruje tok potoka Jilemky, po jejímž pravém břehu probíhá a jíž podruhé přechází po novém železobetonovém mostě těsně před křižovatkou s ulicemi Dolení (vlevo, jde o původní stopu silnice II/286 přes městské centrum, která byla v roce 1991 zklidněna zjednosměrněním po převedení silnice na nový průtah) a Do Žlábku (dříve Za Lázněmi, k přejmenování došlo koncem 90. let[zdroj?]). Vlevo nad silnicí se nalézá bývalý Ústav pro padlé dívky, dnes Satelit Masarykovy městské nemocnice.

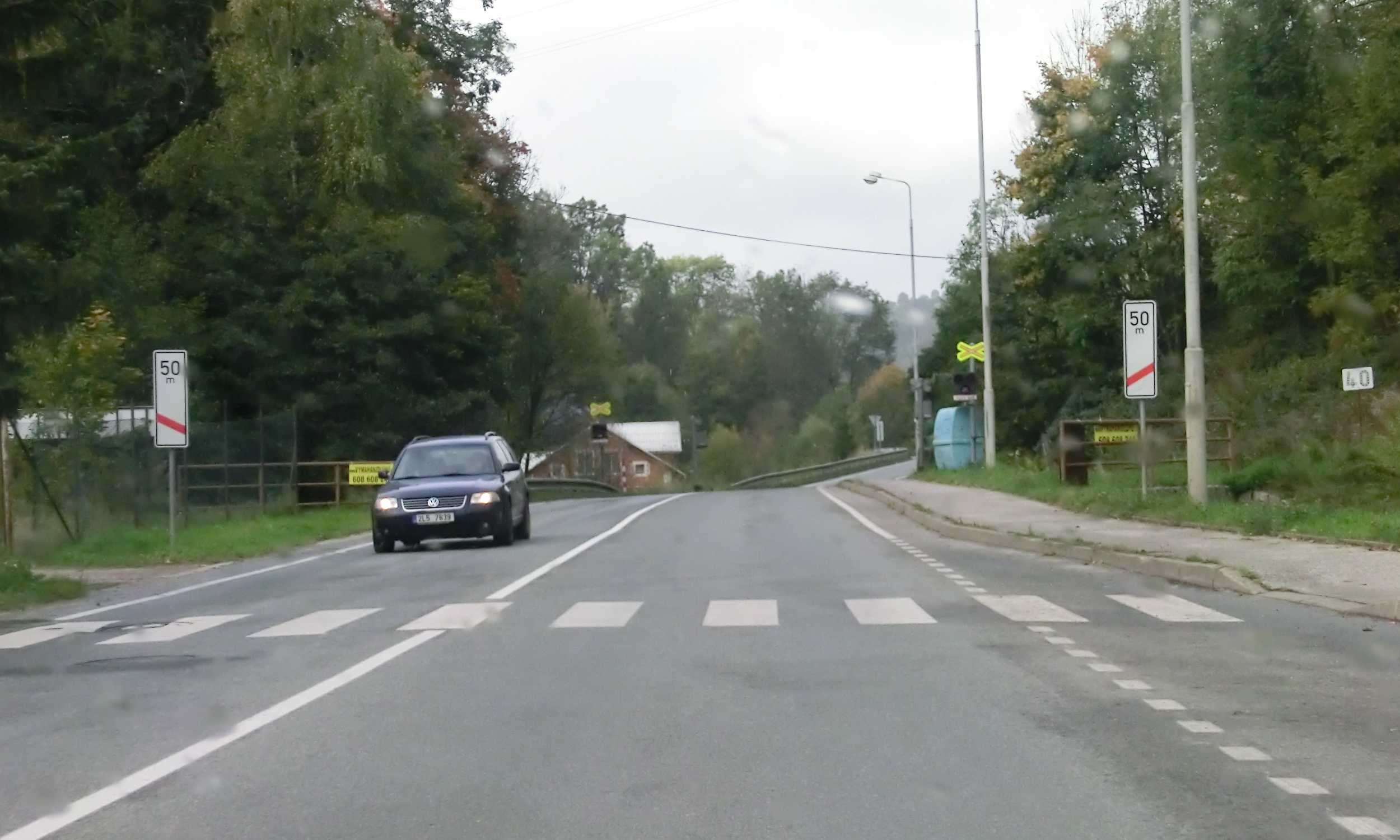
Příjezd k železničnímu přejezdu

Silnice přichází na trojramennou křižovatku, vlevo odbočuje Valdštejnská ulice mířící zpět do centra či do vilové čtvrti Kozinec. Výrazná obloukovitá budova na křižovatce byla dostavěna v roce 1952 pro potřeby tehdejšího Okresního úřadu Jilemnice, sídlila zde i Okresní správa silnic (pro její potřeby byly postaveny rozměrné garáže za budovou), po zrušení okresu v roce 1960 přešla budova pod správu ČSTV a dodnes je nad vchodem nápis "Telovýchovná zařízení Krkonoše". Na pravé straně silnice se nalézá fitness centrum, v minulosti zde také sídlil diskont Norma (z jehož parkoviště se někdy obtížně vyjíždí do lomené křižovatky), autoservis nebo významné krkonošské vydavatelství Gentiana. Za ním silnice potřetí a naposled přechází přes potok Jilemku a vzápětí ji kříží železniční trať č. 042 Martinice v Krkonoších - Rokytnice nad Jizerou, čímž se silnice dostává na katastr jilemnické místní části Hrabačov.

#### Hrabačov
Poté silnice stoupá zatáčkou do mírného kopce, který zde byl navršen při rekonstrukci průtahu v roce 1992 (lze to poznat např. podle "utopení" přilehlého čp. 762) a po další zatáčce následuje táhlé klesání do Hrabačova na křižovatku se silnicí I/14. Rozměrný kruhový objezd s neprůhledným středem zde vznikl v roce 2008 a nahradil původní průsečnou křižovatku.
Stavba způsobila řadu dopravních komplikací: práce byly plánované na období 17. 3. – 31. 10. 2008, ale na (v současnosti již zrušené) webové kameře společnosti COMAnet, která byla na kruhový objezd namířena, bylo od započetí prací v dubnu až do července vidět nejvýše pět dělníků převážně s ručním nářadím a pouze v jedné směně, teprve koncem léta najela na křižovatku těžká mechanizace a začalo se s nepřetržitými pracemi tak, aby koncem září mohl být hotový objezd předán do užívání – za zjevně zbytečné omezení provozu v předešlých měsících však nebyla k nikomu vyvozena odpovědnost.[zdroj?] Původní náklady byly odhadovány na 10 milionů Kč, rozpočet v roce 2005 počítal s investiční náročností 15 milionů Kč, skutečně udávané konečé náklady jsou ovšem 23 milionů Kč. Výsledné předání všech stavebních objektů proběhlo 13. 11. 2008, součástí objezdu jsou i přehledné nasvícené přechody pro chodce.

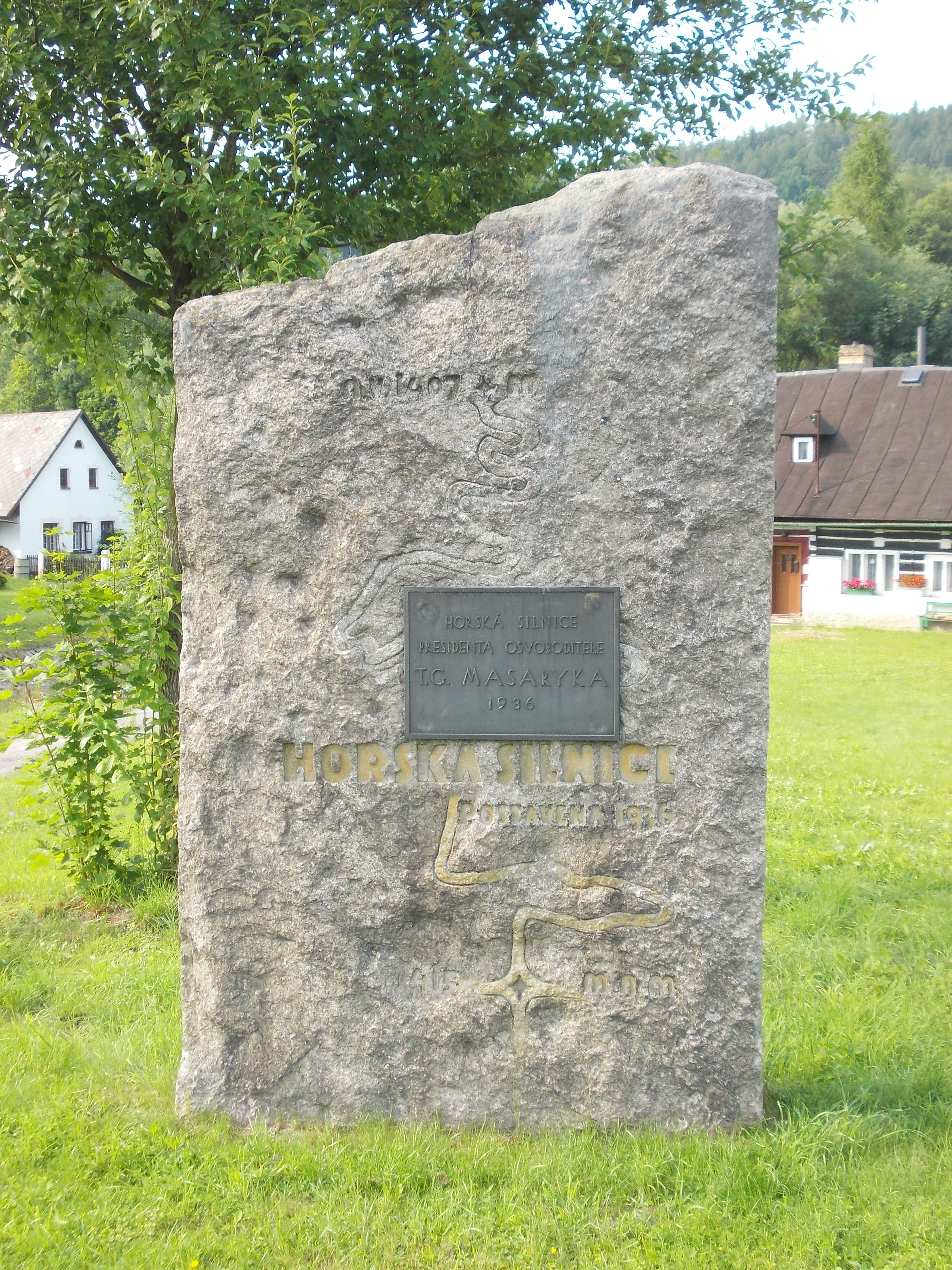
Hrabačov - památník stavby Masarykovy horské silnice

Nový kruhový objezd znamenal výrazný přínos bezpečnosti – původní rozlehlá křižovatka z roku 1977[zdroj?] totiž byla přehledná až příliš, často navozovala mylný dojem o přednosti v jízdě ve směru od Jilemnice (což vedlo k dopravním nehodám) a způsobovala dopravní komplikace "... při návratových dopravních špičkách během odjezdů návštěvníků z rekreační oblasti Krkonoš". Přesto se zanedlouho po uvedené do provozu stalo, že řidič ignoroval nový tvar křižovatky, ve velké rychlosti čelně havaroval do betonové zdi rondelu a na místě zahynul.
Nutno dodat, že nejstarší křižovatka měla tvar zcela jiný a trasa II/286 vedla více vpravo – její část nad objezdem je teď určena pro místní a veřejnou dopravu, část pod objezdem byla zaslepena a slouží jen jako místní komunikace.
Za kruhovým objezdem dostává silnice pojmenování Jizerská ulice a po novém železobetonovém mostě překonává říčku Jizerku, ke které se pak na trase bezmála 16 kilometrů stále přidružuje. Na levé straně silnice míjí významnou Pilu Morávek, na pravé straně přes mostek odbočuje původní trasa II/286 zpět k hrabačovské křižovatce a následuje dvojitá zatáčka, za níž odbočuje vlevo do kopce strmá, v zimě neudržovaná odbočka III/28620 – jde o bývalou formanskou silnici na Rezek a do Rokytnice nad Jizerou.
Poté se dostane silnice k místnímu cestmistrovství Krajské správy silnic Libereckého kraje – to v roce 2008 prošlo výraznou rekonstrukcí za 45 milionů Kč a po dostavbě v roce 2009 byla zbořena i stará budova zužující silnici v nepřehledné zatáčce[zdroj?]. Celkové náklady se dostaly na 67 milionů Kč, za které KSS LK získala zcela nové středisko s moderním zázemím, temperovanými dílnami, důkladnými sklady apod.

#### Dolní Štěpanice
Za cestmistrovstvím se silnice rozšiřuje a nalézá se zde odbočka silnice III/28624 vpravo přes most, která míří do centra Dolních Štěpanic a na Benecko. Silnice II/286 pokračuje stále rovně, po několika stech metrech se noří do lesa a začíná mnohakilometrový úsek mírného stoupání, vyplněného množstvím více či méně nepřehledných zatáček, lesních odboček, mostů přes Jizerku apod.

#### Vítkovice v Krkonoších
Vítkovický úsek bývá průběžně modernizován, rekonstruován a rozšiřován, naposledy ve druhé polovině 90. let. Nacházejí se zde i dvě neznačené odbočky místních komunikací do Křížlic (místní část obce Jestřabí v Krkonoších) po levé straně.
Silnice prudkou levotočivou zatáčkou vstupuje do dolní části obce Vítkovice, kde prochází mj. kolem místní pošty či obecního úřadu a za další zatáčkou se mění na výrazně úzkou silničku, která pak vede k novému železobetonovému mostu s odbočkou silnice II/294 vlevo (do horní části obce a do Rokytnice nad Jizerou). Napravo se nachází odbočka místní komunikace do osady Janova Hora se známým agroturistickým vyžitím. Silnice pak opouští Vítkovice a kolem osad Mevaldův kopec, Skelné hutě, Třídomí a kolem rozlehlého parkoviště vstupuje prudkým serpentinovitým stoupáním nejprve do místní části Dolní Mísečky, poté na Horní Mísečky (obě jsou součástí obce Vítkovice), kde druhým rozlehlým parkovištěm končí veřejně přístupná část silnice.

#### Horní Mísečky
Do dalšího stoupání na Zlaté návrší je od roku 1975 nutné mít zvláštní povolení od obce a od KRNAPu, které se vydává zpravidla jen pro místní obyvatele a živnostníky Všichni ostatní musí na vrchol hory, kde silnice II/286 končí smyčkou u Vrbatovy boudy, jít pěšky nebo jet kyvadlovou dopravou, kterou zajišťuje BusLine, a.s., Semily.
Necelých 5 km posledního úseku silnice II/286 (od Horních Míseček až po sedlo Zlatého návrší) se také nazývá Masarykova horská silnice a byl vystavěn ve 30. letech 20. století v souvislosti s výstavbou prvorepublikového pohraničního opevnění v oblasti Labské louky. Celá silnice byla dlážděná, při rekonstrukci v 60. a 70. letech (v souvislosti s výstavbou nové Labské boudy) došlo k rozšíření vlásenkovitých zatáček a ke zpevnění silnice položením asfaltového koberce až k Labské boudě (viz foto).
Na základě koncepčního materiálu ŘSD Kategorizace silniční a dálniční sítě do roku 2040 z roku 2010, který reflektuje změnu ČSN 736101 Projektování silnic a dálnic a stanovuje kategorie výhradně extravilánových úseků pozemních komunikací, schválilo zastupitelstvo Libereckého kraje 16. března 2004  koncepci „Kategorizace krajských silnic II. a III. třídy – 1. etapa“. V návaznosti na tyto koncepční materiály byl k 4. září 2019 úsek Horní Mísečky – Zlaté návrší v délce 4 543 metrů Libereckým krajem vyřazen ze silniční sítě (téhož roku byly v kraji též vyřazeny silnice III/2719 a III/27110 v Hrádku nad Nisou a silnice III/03520 Dlouhý Most – Javorník).